# Mega Drive
Vous lisez un « article de qualité » labellisé en 2015.

« Genesis », le logo américain de la Mega Drive.

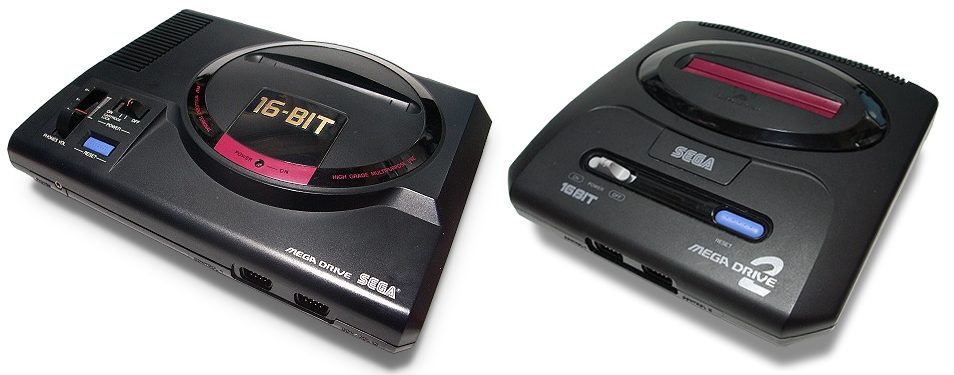
Mega Drive I et II japonaises.

La Mega Drive (メガドライブ, Mega Doraibu), ou Sega Genesis en Amérique du Nord, est une console de jeux vidéo de quatrième génération conçue et commercialisée par le constructeur japonais Sega Enterprises, Ltd. La Mega Drive est la troisième console de Sega, elle succède à la Master System. Sega sort d'abord la console au Japon sous le nom de Mega Drive en 1988, la console est ensuite lancée en 1989 en Amérique du Nord, renommée Genesis sur ce territoire. En 1990, la console sort dans la plupart des autres territoires en tant que Mega Drive.
Conçue par une équipe de recherche et développement supervisée par Masami Ishikawa, le hardware de la Mega Drive est adapté du System 16 pour borne d'arcade. Le système prend en charge une ludothèque de plus de 900 jeux créés par Sega et par un large éventail d'éditeurs tiers, publiés sous forme de cartouche de jeu vidéo.
Au Japon, la Mega Drive ne se vend pas aussi bien que ses deux principales concurrentes, la Super Nintendo de Nintendo et la PC-Engine de NEC. Cependant, fort de sa riche expérience en salles d'arcade et prenant de court Nintendo sur le marché des consoles 16 bits, Sega parvient à bien positionner la Mega Drive en Amérique du Nord et en Europe, où elle connait un fort succès avec la captation de la majorité du marché 16 bits dans plusieurs territoires, particulièrement aux États-Unis et au Royaume-Uni. Les principaux composants qui œuvrent à son succès sont ses portages de jeux vidéo d'arcade, la popularité de la série Sonic the Hedgehog, plusieurs franchises connues de jeux de sport, ainsi qu'un marketing offensif envers le public jeune qui positionne le système comme étant la console « cool » pour les adolescents.
En 1990, Nintendo sort la Super Nintendo, ce qui entraine lors des années suivantes une farouche bataille entre les deux constructeurs pour la captation d'un maximum de parts du marché des consoles 16 bits, notamment en Amérique du Nord et en Europe. Cette rivalité, souvent qualifiée de première véritable « guerre des consoles » par les journalistes, a laissé son empreinte dans la mémoire collective des joueurs de jeux vidéo, notamment via l'affrontement fictif et symbolique des mascottes respectives des deux constructeurs, à savoir Mario de Nintendo face à Sonic de Sega. Comme cette compétition attire de plus en plus l'attention du grand public auprès de l'industrie vidéoludique, la Mega Drive et plusieurs de ses jeux les plus médiatisés suscitent d'importantes analyses sur des questions liées à la rétro-ingénierie et à la violence dans les jeux vidéo. La controverse entourant des titres violents comme Night Trap et Mortal Kombat conduit Sega à créer le Videogame Rating Council, le prédécesseur de l'Entertainment Software Rating Board.
À la fin de son cycle de vie, bien que finalement distancée par la Super Nintendo, et en particulier au Japon, la console compte environ 40 millions d'exemplaires vendus dans le monde. C'est le succès le plus important de Sega sur le marché des consoles. La Mega Drive et ses jeux restent populaires parmi les fans, les collectionneurs, les passionnés de musiques de jeux vidéo, et les amateurs d'émulation. Des rééditions de la console sous licence sont encore produites dans les années 2010, et plusieurs développeurs de jeux vidéo indépendants continuent à produire des jeux compatibles avec ce système. Sortie en 1994, la Saturn succède à la Mega Drive.

## Historique

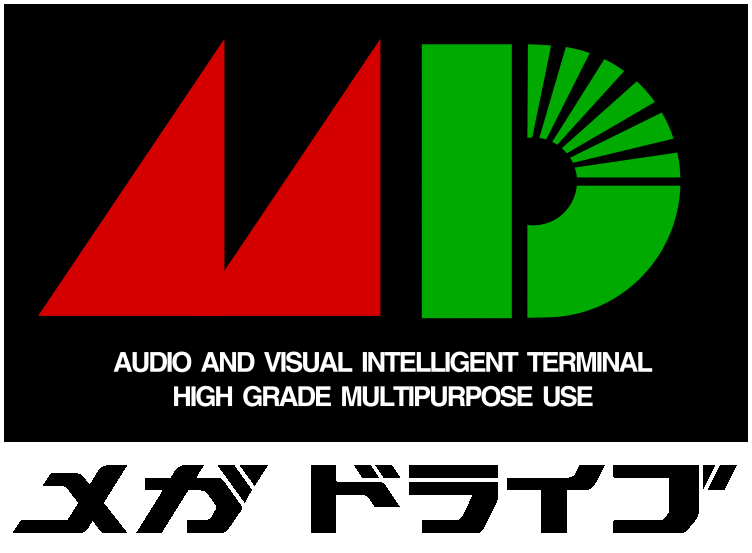
Logo initial de la Mega Drive.

Au début des années 1980, Sega Enterprises, Inc., une filiale de Gulf & Western Industries, est l'un des cinq plus grands fabricants de jeux d'arcade en activité aux États-Unis, les revenus de l'entreprise s’élèvent à 214 millions de dollars à cette époque. Un ralentissement de l'arcade à partir de 1982 affaiblit sérieusement la société, et conduit Gulf & Western à vendre sa structure nord-américaine de fabrication d'arcade et les droits des licences pour ses jeux d'arcade à Bally Manufacturing,. La compagnie conserve la gestion du département nord-américain de recherche et développement de Sega, ainsi que sa filiale japonaise, Sega of Japan. Avec son activité d'arcade en déclin, les dirigeants de Gulf & Western se tournent vers le président de Sega of Japan, Hayao Nakayama, pour obtenir des conseils sur la façon de procéder. Nakayama préconise que la société tire profit de son expérience matérielle acquise par des années de travail dans l'industrie de l'arcade pour entrer dans le marché des consoles de salon au Japon, un secteur qui en est alors à ses balbutiements. Nakayama reçoit l'autorisation d’œuvrer à ce projet, conduisant à la sortie, en juillet 1983, de la première console de jeu vidéo de Sega, la SG-1000. Ce premier essai n'est pas fructueux et la console est rapidement remplacée par la Sega Mark III dans les deux ans. Dans l'intervalle, Gulf & Western commence à céder ses activités non stratégiques à la suite de la mort de son fondateur Charles Bluhdorn, ainsi Nakayama et l'ancien PDG de Sega David Rosen, organisent un rachat de la direction de la filiale japonaise en 1984 avec le soutien financier de CSK Corporation, une société japonaise de logiciels de premier plan. Nakayama s’installe ensuite comme chef de la direction de Sega Enterprises, Ltd.
En 1986, Sega redessine la Mark III pour une sortie en Amérique du Nord en tant que Master System. Elle est suivie par une sortie européenne l'année suivante. Bien que la Master System soit un succès en Europe, et plus tard aussi au Brésil, elle ne réussit pas à susciter d'engouement significatif dans les marchés japonais et nord-américain, qui, du milieu jusqu'à la fin des années 1980, sont tous deux dominés par Nintendo,,. Avec encore des difficultés pour Sega à pénétrer le marché domestique, l'équipe de recherche et développement de la console, dirigée par Masami Ishikawa, commence à travailler sur le successeur de la Master System presque immédiatement après le lancement de la console. En 1987, Sega fait face à une autre menace pour son activité de consoles lorsque le géant de l'informatique japonais NEC lance la PC-Engine à grand renfort de publicité. Afin de rester compétitifs face aux deux autres entreprises d'électronique grand public bien plus établies, Ishikawa et son équipe décident qu'ils ont besoin d'intégrer un microprocesseur 16 bits dans leur nouveau système pour avoir un impact sur le marché, ils se tournent une nouvelle fois vers l'atout de Sega dans la filière de l'arcade pour adapter le System 16 au sein d'une architecture de console,. La décision d'utiliser un Motorola 68000 comme microprocesseur principal est prise plus tard lors du développement, tandis que le Zilog Z80 est utilisé comme processeur secondaire pour traiter le son en raison de craintes que la charge du processeur principal ne soit trop grande si ce dernier devait assurer à la fois les images et le son. D'abord annoncée en juin 1988 dans Beep!, un magazine japonais de jeux vidéo, la console en développement sous le nom de code MK-1601, est désignée comme étant la « Mark V », mais la direction de Sega ressent le besoin d'un nom plus puissant. Après avoir examiné plus de 300 propositions, la société opte pour Mega Drive. En Amérique du Nord, le nom de la console est changé pour celui de Genesis. La raison de ce changement est due à une homonymie avec Mega Drive Systems Inc., une société produisant du matériel informatique, et dont le nom était déposé. Pour éviter un conflit de marque, la Mega Drive a été renommée Genesis.

### Lancement
Au moment du lancement de la Mega Drive, Nintendo détient avec la NES 92 % du marché japonais et 95 % du marché nord-américain des consoles de jeux vidéo. Le précédent modèle de Sega, la Master System, ayant été boudé dans les salons japonais et américains.
Sega met en vente la Mega Drive à 21 000 yens au Japon le 29 octobre 1988, cependant le lancement est éclipsé par la sortie du jeu Super Mario Bros. 3 une semaine plus tôt. La couverture positive de la console par les magazines Famitsu et Beep! aide à établir un public, mais Sega expédie seulement 400 000 unités la première année. Afin d'augmenter les ventes, Sega sort différents jeux et périphériques, y compris un logiciel de comptabilité permettant de gérer ses comptes, le Mega Anser. Malgré cela, la Mega Drive est incapable de rattraper la Famicom, elle demeure à une distante troisième place au Japon derrière la Super Famicom de Nintendo et la PC-Engine de NEC tout au long de l'ère 16 bits.
La date de sortie du système en Amérique du Nord est annoncée par Sega pour le 9 janvier 1989. À l'époque, Sega n'a pas de chiffre d'affaires ni de structure de commercialisation sur ce continent, la distribution de la Master System y est assurée par Tonka. Insatisfait par la prestation de Tonka, Sega cherche un nouveau partenaire pour commercialiser la Mega Drive en Amérique du Nord et propose les droits à Atari Corporation, qui ne possède pas encore de système 16 bits. David Rosen fait une proposition à Jack Tramiel, le PDG d'Atari, ainsi qu'à Michael Katz, le président de la division divertissements électroniques d'Atari. Tramiel décline l'offre, la jugeant trop coûteuse, et choisit de se concentrer sur l'Atari ST. Sega se résout à commercialiser la console par le biais de sa filiale Sega of America, qui réalise un lancement limité le 14 août 1989 dans les villes de New York et de Los Angeles. La console sort cette même année à partir du 15 septembre dans tout le reste du pays sous une offre groupée comportant une manette et le jeu Altered Beast, pour un prix de vente de 190 dollars.
La version européenne de la console sort le 30 novembre 1990, composée elle aussi de l'offre groupée comprenant le jeu Altered Beast. Elle est mise en vente à 190 livres sterling au Royaume-Uni. S'appuyant sur le succès de la Master System, la Mega Drive devient la console la plus populaire en Europe. Étant donné que la Mega Drive est déjà vieille de deux ans au moment de sa sortie sur le continent, plus de jeux sont disponibles lors de cette mise sur le marché par rapport aux lancements dans d'autres régions. Les portages de titres d'arcade comme Altered Beast, Golden Axe et Ghouls 'n Ghosts, disponibles dans les magasins lors du lancement, donnent une image forte de la puissance de la console et démontrent sa capacité à fournir une expérience de jeu semblable à l'arcade. La sortie de la Mega Drive en Europe est organisée par Virgin Mastertronic, la société est ensuite rachetée par Sega en 1991 et devient Sega of Europe.
D'autres entreprises participent à la distribution de la console dans divers pays. Ozisoft gère le lancement et la commercialisation de la Mega Drive en Australie, comme la compagnie l'avait auparavant fait avec la Master System. Au Brésil, la Mega Drive est lancée par Tec Toy en 1990, un an seulement après la sortie brésilienne de la Master System. Tec Toy produit également des jeux exclusivement destinés au marché brésilien et débute en 1995 un réseau informatique pour le système appelé Sega Meganet. En Inde et au Pakistan, Sega conclut un accord de distribution avec Shaw Wallace au printemps 1995 dans le but de contourner un droit d'importation de 80 %,. Samsung est chargé de la vente et de la distribution de la console en Corée du Sud, où elle y est rebaptisée « Super Gam*Boy », elle conserve le logo Mega Drive à côté du nom de Samsung. Elle y est plus tard renommée « Super Aladdin Boy ».

### Marketing et ventes en Amérique du Nord
Pour le marché nord-américain, l'ancien président de la division divertissements électroniques d'Atari, Michael Katz, met en place une approche en deux parties pour accroître les ventes dans la région. La première partie implique une campagne marketing pour défier Nintendo de front et mettre l'accent sur l'expérience arcade offerte par la console, résumée par des slogans, tel « Genesis does what Nintendon't » (La Mega Drive fait ce que Nintendo ne fait pas). Puisque Nintendo détient les droits d'adaptation sur console de la plupart des jeux d'arcade à cette époque, la seconde partie concerne la création d'une ludothèque de titres instantanément reconnaissables qui utilisent les noms et les portraits de célébrités et d'athlètes, tels Pat Riley Basketball, Arnold Palmer Tournament Golf, James « Buster » Douglas Knockout Boxing, Joe Montana Football, Tommy Lasorda Baseball, Mario Lemieux Hockey, et Michael Jackson's Moonwalker,. Néanmoins, l'entreprise a du mal à surmonter l'omniprésence de Nintendo dans les foyers des consommateurs. Chargés par Nakayama de vendre un million d'unités la première année, Katz et Sega of America en écoulent seulement 500 000.
À la mi-1990, Nakayama engage Tom Kalinske pour remplacer Katz en tant que président de Sega of America. Bien qu'au départ Kalinske ne sache que peu de choses sur l'industrie vidéoludique, il s'entoure de conseillers du secteur avertis. Confiant dans un modèle d'entreprise de type freebie marketing, il développe un plan en quatre points : baisser le prix de la console, créer une équipe basée aux États-Unis pour développer des jeux destinés au marché américain, poursuivre et étendre les campagnes de publicité agressives, et remplacer le jeu fourni avec la console, Altered Beast, par un nouveau titre, Sonic the Hedgehog. Le conseil d'administration japonais désapprouve d'abord le plan, mais les quatre points sont acceptés par Nakayama, qui déclare à Kalinske : « je vous ai engagé pour prendre les décisions pour l'Europe et les Amériques, alors allez-y et faites-le ». Les magazines font l'éloge de Sonic comme étant l'un des plus grands jeux jamais réalisés, et la console de Sega décolle enfin, des clients en attente de la sortie de la Super Nintendo décident d'acheter la Mega Drive à la place. La console de Nintendo fait ses débuts contre un concurrent établi, tandis que la PC-Engine n'a pas réussi à gagner du terrain, poussant NEC à bientôt se retirer du marché. En grande partie dû à la popularité de Sonic, la Mega Drive se vend mieux que la Super Nintendo aux États-Unis au cours de la période des fêtes de fin d'année en 1991. Ce succès mène Sega à contrôler 65 % du marché des consoles 16 bits en janvier 1992, et en résulte pour Nintendo de ne plus être le leader des consoles de jeu pour la première fois depuis décembre 1985.
Sega réussit en Amérique du Nord à surpasser Nintendo en termes de ventes durant quatre périodes de Noël d'affilée, notamment en raison de la longueur d'avance de la Mega Drive, d'un prix inférieur, et d'une plus grande ludothèque par rapport à la Super Nintendo à sa sortie. En termes d'offre, Sega propose alors dix jeux pour chaque jeu disponible sur Super Nintendo, et bien que la console de Nintendo possède une version exclusive de Final Fight, l'une des équipes internes de Sega développe un jeu équivalent, Streets of Rage, qui comporte de plus grands niveaux, des ennemis plus robustes, ainsi qu'une discographie très bien considérée. La campagne publicitaire de Sega continue de positionner la Mega Drive comme la console la plus cool, et tandis que les publicités de Sega évoluent, le terme blast processing (« traitement de choc ») est inventé pour suggérer que les capacités de traitement de la Mega Drive sont beaucoup plus importantes que celles de la Super Nintendo,. Un groupe de consultation de chez Sony établit que les adolescents ne seraient pas prêts à admettre qu'ils possèdent une Super Nintendo, à contrario d'une Mega Drive. Bien souvent la Mega Drive surpasse la Super Nintendo avec un ratio de 2:1, Nintendo et Sega sont tous deux fortement concentrés sur la gestion de l'impression du marché, en allant même jusqu’au point de tromperie, avec Nintendo affirmant avoir vendu plus de consoles en 1991 que ce qui avait réellement été fait, et de prévoir que la firme écoulerait 6 millions de consoles d'ici la fin de l'année 1992, alors que sa base installée aux États-Unis à cette période n'atteint qu'un peu plus de 4 millions d'unités. En raison de ces tactiques, il est difficile de déterminer le leader incontesté des parts de marché pendant plusieurs années à cette époque, l'action Nintendo sur le marché américain des consoles 16 bits plonge de 60 % à la fin de l'année 1992 pour atteindre 37 % à la fin 1993, Sega revendique 55 % des ventes de systèmes 16 bits en 1994, et Donkey Kong Country ouvre la voie à la Super Nintendo pour surpasser la Mega Drive de 1995 à 1997,,,,. Selon une étude en 2004 par NPD sur les données de ventes, la Mega Drive a été en mesure de maintenir son avance sur la Super Nintendo dans le marché américain des consoles 16 bits.

### Sonic the Hedgehog
Alors que Sega est à la recherche d'une série phare pour rivaliser avec la franchise Super Mario de Nintendo, mais aussi d'une mascotte pour l'entreprise, plusieurs dessins conceptuels de personnages sont présentés par son département de recherche et développement Sega AM8. De nombreux résultats ressortent de leurs expériences lors de la conception du personnage, comprenant un tatou (retravaillé plus tard pour donner Mighty the Armadillo), un chien, un sosie de Theodore Roosevelt en pyjama (qui sert plus tard de base à la conception du Dr Robotnik), et un lapin (qui utilise ses oreilles extensibles pour collecter des objets, un aspect plus tard intégré dans Ristar),. Finalement, le hérisson de couleur bleu sarcelle et hérissé de pointes imaginé par Naoto Ōshima, d'abord connu sous le nom de code « M. Needlemouse », est retenu pour devenir la nouvelle mascotte.
La pigmentation bleue de Sonic est choisie pour correspondre à la teinte bleu de cobalt du logo de Sega, et le concept des chaussures est développé à partir d'un design inspiré des bottes de Michael Jackson avec l'adjonction de la couleur rouge, dont l'idée provient à la fois du Père Noël et du contraste de ces couleurs sur l'album Bad de Jackson. Sa personnalité est basée sur l'attitude « can do » de Bill Clinton,,,. Un groupe composé de quinze personnes commence à travailler sur le premier Sonic the Hedgehog, et se renomme Sonic Team.
Bien que Katz n'apprécie pas l'idée de Sonic, certain que ce dernier ne serait pas populaire auprès de la plupart des enfants américains, la stratégie de Kalinske de placer Sonic the Hedgehog en offre groupée porte ses fruits,. En 1991, la sortie de Sonic the Hedgehog est une véritable révolution pour la marque. Non seulement le jeu renouvelle son image et lui apporte sa mascotte universelle, mais il renouvelle aussi le jeu de plates-formes. Jusque-là les jeux du genre sont plutôt lents et le héros meurt au moindre contact avec un ennemi. Sonic le hérisson est cool, téméraire et il est très rapide. Avec ce gameplay rapide, Sonic the Hedgehog augmente considérablement la popularité de la Mega Drive en Amérique du Nord. Écoulé à plus de 4,34 millions d'exemplaires, le jeu arrive au bon moment pour contrer la réponse de Nintendo à Sega, le lancement de la Super Nintendo. En juin 1992, Sega passe le prix de la console de 190 à 149 dollars aux États-Unis et inclut le jeu Sonic the Hedgehog. L'offre groupée proposant le jeu avec la console est créditée pour avoir aidé Sega à gagner 65 % de part de marché à l'encontre de Nintendo.

### Videogame Rating Council et auditions du Congrès sur la violence dans les jeux vidéo

Évaluation MA-13 du VRC, tel qu'il est appliqué à Mortal Kombat sur Mega Drive.

En 1993, les médias américains commencent à se focaliser sur le contenu mature de certains jeux vidéo, notamment avec des titres comme Night Trap sur Mega-CD, qui reçoit un examen approfondi sans précédent. Des questionnements à propos de Night Trap sont également soulevés au Royaume-Uni, avec l'ancien directeur de développement de Sega of Europe Mike Brogan, constatant que « Night Trap a apporté énormément de publicité à Sega... il a également été cité au Parlement du Royaume-Uni pour être classé comme « 15 » en raison de l'utilisation de vrais acteurs. C'est arrivé à un moment où Sega capitalise sur son image d'entreprise d'avant-garde, et cela ne fait que renforcer cette image ». Le titre le plus controversé de l'année est de loin Mortal Kombat, porté sur Mega Drive et Super Nintendo par Acclaim. En réponse à un tollé général sur la violence graphique du jeu, Nintendo décide de remplacer le sang dans le jeu par de la « sueur », et les « fatalities » (mises à mort sanglantes) par des coups de grâce moins violents. Sega adopte une approche différente, en instaurant le premier système d'évaluation des jeux vidéo en Amérique du Nord, le Videogame Rating Council (VRC), pour l'ensemble de ses systèmes alors en vente. Les notations vont de l'évaluation GA pour un public familial à l'évaluation plus mature de MA-13 pour les personnes de plus de treize ans, jusqu'à l'évaluation MA-17 pour un public adulte. Avec le système d'évaluation en place, Sega publie sa version de Mortal Kombat, qui semble amputée de tous les effets de sang et de sueur, et dont les coups de grâce sont bien plus atténués que dans la version de la Super Nintendo. Néanmoins, tous les effets de sang et coups de grâce non censurés de la version arcade peuvent être activés par la saisie d'un « code de sang ». Cette technique permet à Sega de sortir le jeu avec l'évaluation relativement basse MA-13. Pendant ce temps, la version sur Super Nintendo est expédiée sans aucune évaluation.
Malgré le système d'évaluation, ou peut-être à cause de cela, la version Mega drive de Mortal Kombat est bien accueillie par la presse vidéoludique et par les joueurs, dépassant la version Super Nintendo à trois ou quatre contre un,,, tandis que Nintendo est critiqué pour avoir censuré sa version du jeu. Le vice-président exécutif de Nintendo of America, Howard Lincoln, est prompt à souligner lors des audiences que Night Trap n'a pas reçu une telle évaluation, disant au sénateur Joseph Lieberman :
« En outre, je ne peux pas vous laisser assis ici et accepter ce non-sens que Night Trap est d'une certaine manière uniquement destinée aux adultes. Le fait est qu'il s'agit d'une copie de l'emballage. Il n'y avait aucune évaluation lorsque le jeu est sorti. De jeunes enfants ont acheté ce jeu à Toys “R” Us, et il le sait aussi bien que moi. Quand ils ont commencé à avoir chaud à cause de ce jeu, ils ont adopté le système d'évaluation et mis une note dessus ».
En réponse, le vice-président de Sega of America, Bill White, montre une vidéo de jeux vidéo violents sur la Super Nintendo et souligne l'importance de la classification des jeux vidéo. À la fin de l'audience, Lieberman appelle à une autre audition en février 1994 afin de vérifier les progrès à l’égard d'un système d'évaluation sur la violence dans les jeux vidéo.
À la suite de l'audition du Congrès, Night Trap commence à générer plus de ventes et connait des portages sur PC, 32X, et 3DO. Selon le fondateur de Digital Pictures, Tom Zito : « Vous savez, j'ai vendu 50 000 unités de Night Trap une semaine après ces auditions ». En dépit de l'augmentation des ventes, Sega décide de rappeler les exemplaires de Night Trap et de rééditer le jeu avec des révisions en 1994, en raison des auditions du Congrès. Après la fin de ces audiences, les fabricants de jeux vidéo se réunissent pour établir le système de notation que Lieberman avait demandé. Initialement, Sega propose l'adoption universelle de son propre système, mais après les objections de Nintendo et d'autres, Sega joue un rôle dans la formation d'un nouveau système. Cela donne lieu la création de l'Entertainment Software Rating Board, un organisme indépendant qui reçoit les éloges de Lieberman. Avec ce nouveau système d'évaluation mis en place, Nintendo décide que ses politiques de censure ne sont plus nécessaires, et le portage sur Super Nintendo de Mortal Kombat II est publié sans être censuré.

### Ère 32 bits et au-delà
Dans le but de prolonger la durée de vie de la Mega Drive, Sega sort deux périphériques pour accroître les capacités du système. Lancé en 1991 au Japon, le Mega-CD (Sega-CD en Amérique du Nord) est une extension prévue pour concurrencer le lecteur CD-ROM de la PC-Engine et redonner un ascendant technique à la console face à la Super Nintendo. Le support CD-ROM est plein de promesses mais les jeux peinent encore à les concrétiser. Fin 1994, alors que sa console de nouvelle génération, la Saturn, vient d'être lancée au Japon, Sega commercialise une extension 32 bits pour la Mega Drive, le 32X, qui lui apporte la 3D temps réel. En manque de perspective, l'accessoire convainc peu les joueurs, et encore moins les développeurs, dont les yeux sont déjà braqués vers la nouvelle génération. L'échec est total.
À la fin de l'année 1994, la Mega Drive s'est vendue à 29 millions d'unités dans le monde, dont 14 millions aux États-Unis, 3,5 millions au Japon, 2,1 millions au Royaume-Uni, et 800 000 en Allemagne. Ses extensions ont moins de succès, le Mega-CD se vend à 2,7 millions d'exemplaires dans le monde à cette époque, et 665 000 unités de la 32X ont été écoulées. Il s'est finalement vendu 6 millions d'unités du Mega-CD.
Malgré les lancements de la PlayStation de Sony et de la Saturn de Sega, les ventes de consoles et jeux 16 bits continuent de représenter 64 % du marché du jeu vidéo en 1995. Cependant, Sega sous-estime la popularité continue de la Mega Drive, et ne fait pas d'inventaire pour répondre à la demande du produit. Sega réussi à s'emparer de 43 % de la part du dollar sur le marché du jeu vidéo et vend plus de 2 millions de Mega Drive en 1995, tandis que des jeux comme Vectorman demeurent très efficaces, mais Kalinske estime que « nous aurions pu vendre encore 300 000 consoles sur la période de novembre à décembre ». La décision de Nakayama à se concentrer sur la Saturn plutôt que sur la Mega Drive, en se basant sur la performance relative au Japon, est invoquée comme étant le principal facteur contribuant à cette erreur de calcul,. À la suite de tensions avec Sega of Japan pour l'accent mis sur la Saturn, Kalinske, qui a supervisé la hausse de la Mega Drive en 1991, se désintéresse peu à peu de l'entreprise et démissionne à la mi-1996.
En revanche, Nintendo se concentre sur le marché des consoles de salon 16 bits, ainsi que sur sa concluante console portable, la Game Boy, ce qui en résulte pour Nintendo de s’octroyer 42 % de la part du dollar sur le marché du jeu vidéo, alors que l'entreprise n'a pas lancé de console 32 bits pour concurrencer la PlayStation ou la Saturn. En 1995, la sortie d'une console portable basée sur la Mega Drive, la Nomad, souffre également d'un lancement au mauvais moment avec la sortie proche de Pokémon, un jeu Game Boy qui allait devenir très populaire.
Sega continue de vendre la Mega Drive dans le monde entier jusqu'en 1997, date à laquelle 20 millions d'unités sont écoulées aux États-Unis. En 1998, Sega autorise la licence de la Mega Drive à Majesco en Amérique du Nord pour que la société puisse rééditer la console,,. Majesco débute en revendant des millions d'anciennes cartouches invendues à prix réduit, conjointement avec 150 000 exemplaires du deuxième modèle de la Mega Drive. Plus tard, Majesco sort la Sega Genesis 3, et projette de vendre 1,5 million d'exemplaires de ce modèle d'ici la fin de l'année 1998. Les estimations finales font état d'environ 40 millions de Mega Drive vendues, de ce nombre, environ 3,58 millions ont été vendues au Japon, 8 millions en Europe, et 3 millions au Brésil,,. Bien que la console compte 9 millions d'unités de moins que la Super Nintendo, cet écart reste inférieur aux 47 millions d'unités séparant les ventes des consoles Master System et NES pour l'ère 8-bit.

## Rétro-ingénierie et système de sécurité de la marque
Pour concurrencer Nintendo, Sega est plus ouvert à de nouveaux types de jeux que son rival, mais contrôle toujours étroitement le processus d'approbation des jeux tiers et pratique des prix élevés pour la fabrication de la cartouche. Des techniciens de l'éditeur tiers Electronic Arts (EA) font la rétro-ingénierie de la console en 1989, après presque un an de négociations avec Sega lors desquelles EA demande un accord de licence plus souple par rapport à la norme dans l'industrie, et avant de sortir ses jeux sur le système. Le clean room design de la Mega Drive est mené par Steve Hayes et Jim Nitchals, durant plusieurs mois avant qu'EA ne débute secrètement le développement de jeux pour la Mega Drive. Le fondateur d'EA, Trip Hawkins, confronte Nakayama à cette information un jour avant le Consumer Electronics Show (CES) de 1990, soulignant qu'EA a la possibilité d'exécuter son propre programme de licence si Sega refuse de répondre à ses revendications. Sega fléchit, et le jour suivant les jeux pour Mega Drive d'Electronic Arts sont présentés lors du CES. EA conclut ce qu'Hawkins décrit comme « un accord de licence peu commun et beaucoup plus éclairé » avec Sega en juin 1990 : « Entre autres choses, nous avons eu le droit de faire autant de titres que nous voulions. Nous pourrons approuver nos propres titres... les taux de redevance sont bien plus raisonnables. Nous avons également un contrôle plus direct sur la fabrication ». Après la mise en place de cet accord, le directeur de la création d'EA, Bing Gordon, apprend que « nous n'avions pas envisagé tous les contournements » et « Sega avait encore la capacité de nous bloquer », notant que « ça aurait été un véritable fiasco de relations publiques ». EA publie ses deux premiers jeux Mega Drive, Populous et Budokan: The Martial Spirit, dans le mois. La première version Mega Drive de John Madden Football arrive avant la fin de l'année 1990, et devient ce que Gordon appelle une « killer app » pour le système aux États-Unis. Profitant de l'accord de licence, Gordon et la vice-présidente du service marketing d'EA, Nancy Fong, créent un identifiant visuel pour les cartouches Mega Drive de jeux EA : une bande en plastique jaune sur le côté gauche ajoutée lors de la fabrication.

### Sega contre Accolade
Après la sortie de la Mega Drive en 1989, l'éditeur Accolade commence à explorer les options pour sortir certains de ses jeux d'ordinateur sur consoles. À l'époque, Sega propose un accord de licence pour les développeurs tiers qui fait augmenter les coûts du développeur. Selon le cofondateur d'Accolade Alan Miller, « On les paie entre 10 et 15 dollars par cartouche au-dessus des coûts de fabrication réels, de sorte que cela double le coût des produits à l'éditeur indépendant ». Pour contourner la licence, Accolade choisit de chercher un autre moyen pour apporter ses jeux à la Mega Drive. L'entreprise le fait par l'achat d'une console en vue de décompiler le code de l'exécutable de trois jeux Mega Drive. Cette information est utilisée pour programmer ses nouvelles cartouches Mega Drive dans le but de désactiver les verrouillages de sécurité qui empêchent des jeux non autorisés à y être lus,. Cette stratégie est employée avec succès pour rendre compatible Ishido: The Way of Stones avec la Mega Drive en 1990. Pour ce faire, Accolade a également copié le code des droits d'auteur du jeu à plusieurs reprises pour faire la rétroingénierie du logiciel des jeux sous cette licence Sega,.

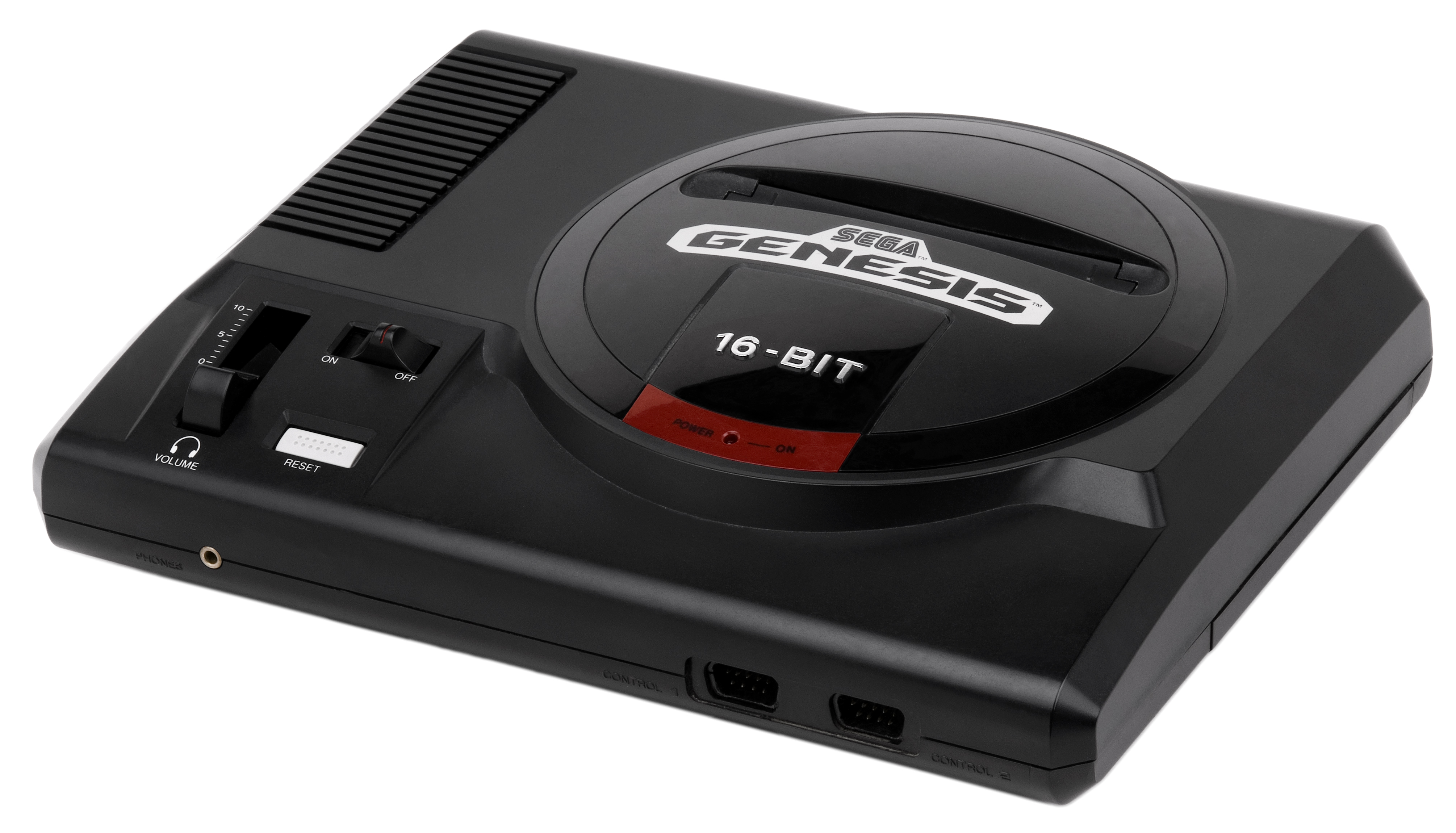
Une édition du modèle original de la Genesis, nommée Genesis I, le modèle au centre de la confrontation entre Sega et Accolade pour l'intégration du système de sécurité de la marque.

En raison de piratages dans les pays étrangers et des questions de développement non autorisés, Sega incorpore un mécanisme de protection technique dans une nouvelle édition de la Mega Drive sortie en 1990, nommée Genesis III. Cette nouvelle variante de la console intègre un code connu comme étant le Trademark Security System (système de sécurité de la marque), qui, lorsqu'une cartouche de jeu est insérée dans la console, est en mesure de contrôler la présence de la chaîne de caractères « SEGA » à un moment particulier dans la mémoire contenue à l'intérieur de la cartouche. Si et seulement si la séquence est présente, la console peut lancer la lecture du jeu, et affiche brièvement le message : « Produced by or under license from Sega Enterprises, Ltd ». Ce système a un double effet : il ajoute une protection supplémentaire contre les développeurs sans licence et le piratage de jeux, et il force l'affichage de la marque Sega lorsque le jeu est alimenté, rendant possible un procès pour contrefaçon de marque si des jeux sans licence devaient être développés,. Accolade apprend cette évolution lors du Winter Consumer Electronics Show en janvier 1991, où Sega présente la nouvelle Genesis III et démontre le dépistage et le rejet d'une cartouche du jeu Ishido. Avec plus de jeux prévus pour l'année suivante, Accolade réussit à identifier le fichier de sécurité. La société ajoute plus tard ce fichier dans ses jeux HardBall!, Star Control, Mike Ditka Power Football, et Turrican.
En conséquence de la création de ces jeux sans licence, Sega dépose plainte contre Accolade auprès de l'United States District Court for the Northern District of California, sur des accusations de transgression de marque, concurrence déloyale et violation du droit d'auteur. En réponse, Accolade dépose une demande reconventionnelle pour falsifier la source de ses jeux par l'affichage de la marque Sega quand ils sont alimentés,. Bien que le tribunal de district statue en faveur de Sega et émette une injonction empêchant Accolade de continuer à faire de la rétroingénierie sur la console, Accolade fait appel du verdict devant la cour d'appel des États-Unis pour le neuvième circuit.
À la suite de l'appel, le neuvième circuit annule le verdict du tribunal de district et juge que la décompilation opérée par Accolade sur le logiciel de Sega constitue une utilisation équitable. L'avis écrit par la Cour est déposé le 20 octobre 1992, il souligne que l'utilisation du logiciel est de nature non exploitante, même si la finalité demeure toutefois commerciale,. En outre, le tribunal juge que la contrefaçon de la marque, requise par le fichier de sécurité pour qu'un jeu Mega Drive s'exécute sur le système, soit déclenchée involontairement par un usage loyal, la faute à Sega d'avoir causé un faux marquage. En fin de compte, Sega et Accolade règlent le différend le 30 avril 1993. Dans le cadre de cet accord, Accolade devient un éditeur sous licence officielle de Sega, qui plus tard développe et édite Barkley: Shut Up and Jam! sous licence. Les termes de cette permission, et notamment si oui ou non des arrangements particuliers ou des remises ont été faits pour Accolade, ne sont pas rendus publics. Les termes financiers de l'accord ne sont également pas divulgués, néanmoins les deux entreprises acceptent de payer leurs propres frais de justice.

## Spécifications techniques

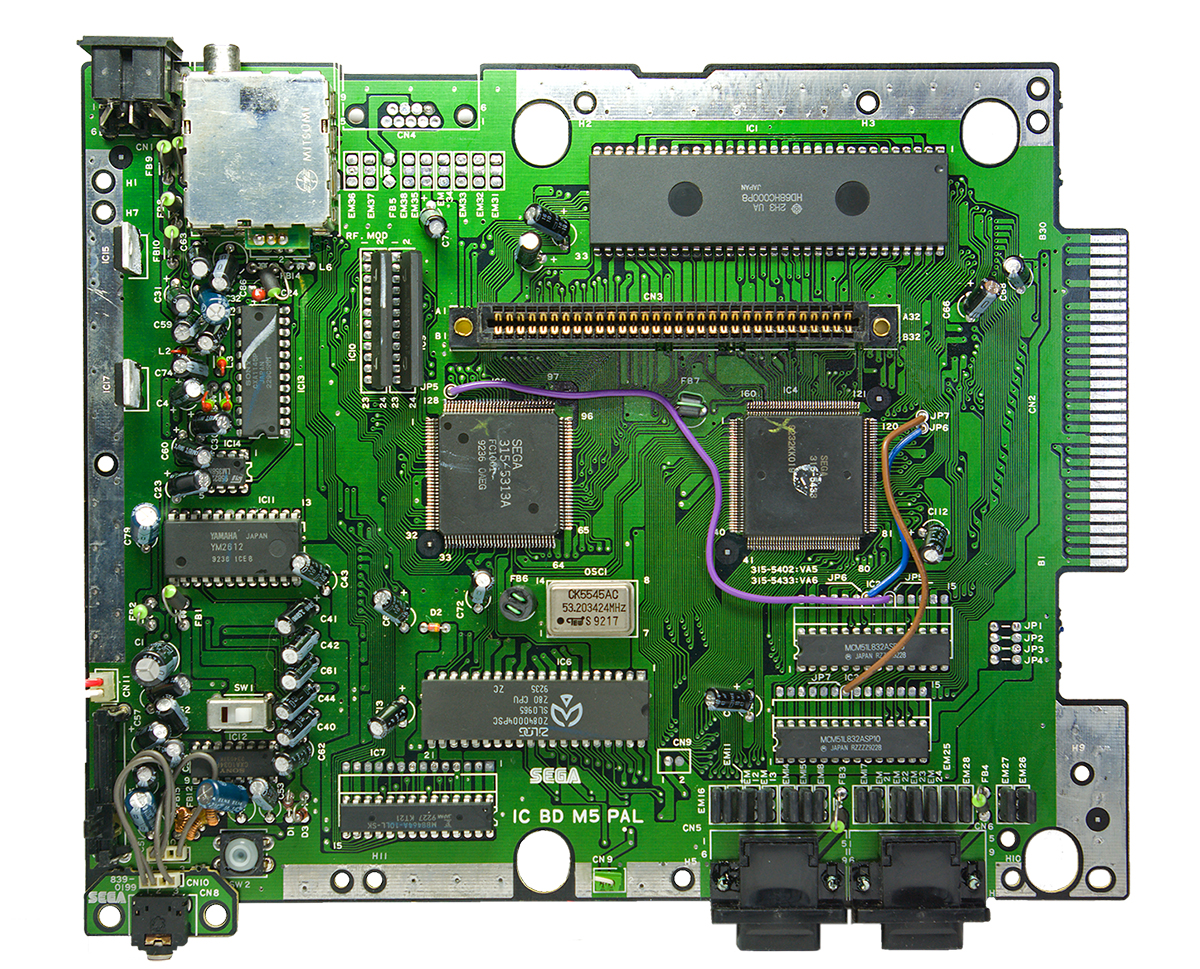
Carte mère du modèle européen de la console.

Le microprocesseur central de la Mega Drive est un Motorola 68000 16/32 bits cadencé à 7,6 MHz,. La console comporte également un processeur secondaire Zilog Z80, principalement utilisé pour contrôler la carte son, et qui permet une rétrocompatibilité avec les jeux de la Master System. La Mega Drive contient 64 ko de mémoire vive et 64 ko de mémoire vidéo, et peut afficher simultanément jusqu'à 64 couleurs dans une palette qui en compte 512. Les jeux de la console sont inscrits dans une cartouche ROM, qui s'insère dans la partie supérieure de la machine.
Le son de la console provient d'un générateur de son FM Yamaha YM2612 et d'un générateur de son programmable Texas Instruments SN76489, inclus dans le processeur vidéo. Le processeur Zilog Z80 est utilisé pour contrôler ces deux puces sonores, produire de la musique stéréo et des effets sonores. La plupart des versions ultérieures à la Mega Drive originale contiennent la puce Yamaha YM2612 et un processeur vidéo Yamaha YM7101 séparés l'un de l'autre. Ces deux puces sont toutefois intégrées dans une unique puce, la Yamaha YM3438, dans d'autres versions ultérieures de la console vendues dans le monde.
Le processeur vidéo peut générer des images de différentes résolutions selon trois modes différents. Le premier mode génère des images pour un balayage progressif. Deux résolutions sont disponibles : 320 × 224 et 256 × 224 pixels. À cela s'ajoute deux autres résolutions pour les modèles PAL : 320×240 et 256×240 pixels. Les deux autres modes génèrent des images pour un entrelacement. Dans le premier cas, les résolutions sont les mêmes que pour le balayage progressif et dans le second cas, les hauteurs des quatre résolutions possibles sont doublées. Ce troisième mode est notamment utilisé dans Sonic the Hedgehog 2 pour les parties à deux joueurs.
L'arrière de la première version de la Mega Drive dispose d'un port de sortie d'onde radio, conçu pour une utilisation avec un système d'antenne ou de câble, et d'un port DIN à huit broches, qui sont tous les deux des ports de sortie audio et vidéo. Ces deux ports produisent un son monophonique, tandis qu'une prise Jack située sur le devant de la console produit un son stéréophonique. Sur la Mega Drive II, ces trois ports sont remplacés à l'arrière de la machine par un port Mini DIN à neuf broches pour la vidéo composite, le RGB, le son stéréophonique, et par un commutateur RF standard. Les toutes premières Mega Drive bénéficient d'un port de sortie à neuf broches, mais il est supprimé au cours de la production, et n'est pas présent dans la Mega Drive II. Une fente située en bas à droite de la console permet de la connecter à un périphérique.

### Périphériques

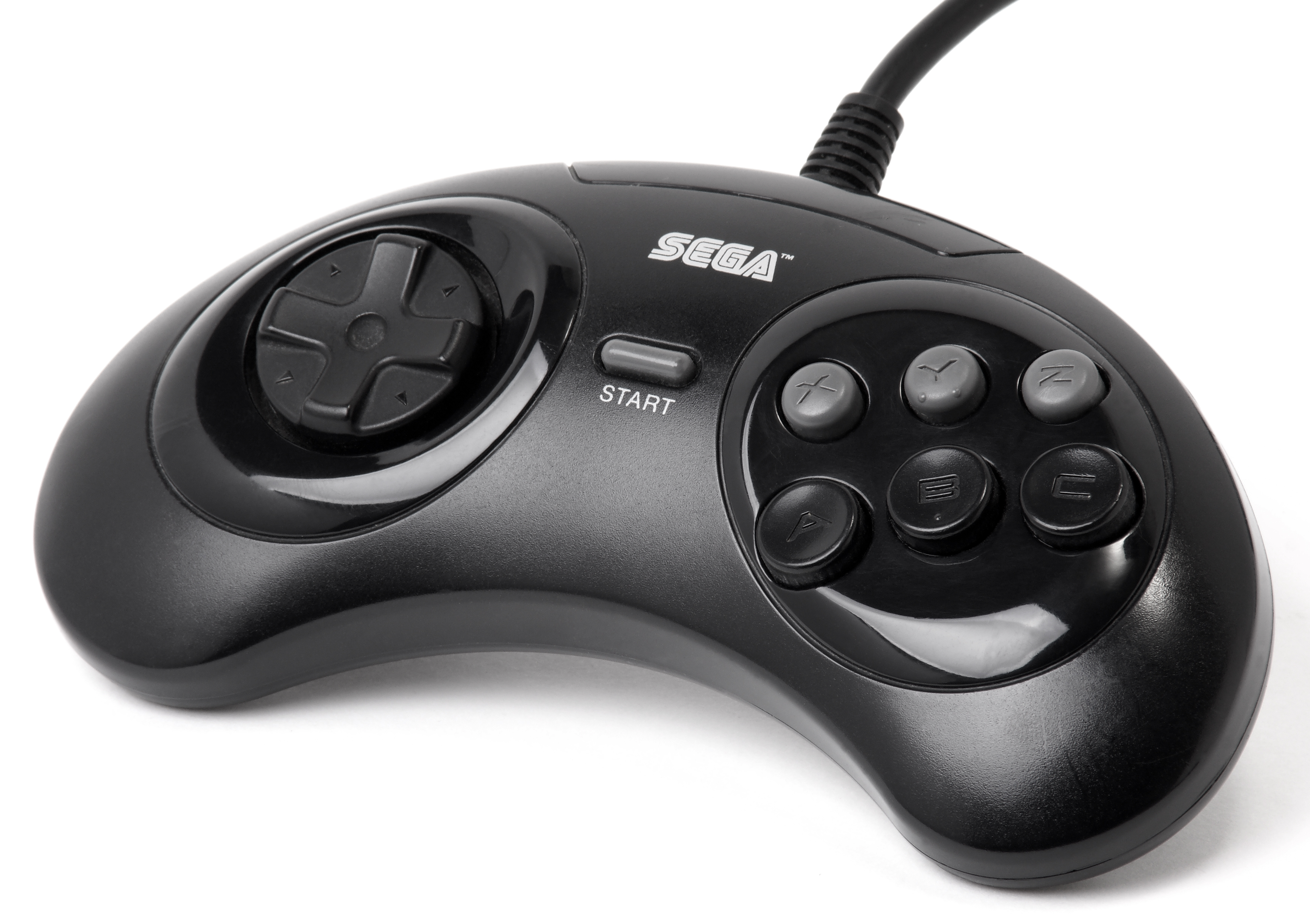
Manette à six boutons.

La manette standard de la Mega Drive adopte une forme arrondie, comprend une croix directionnelle, trois boutons principaux, et un bouton start. Sega lance une version à six boutons en 1993 ; cette manette est légèrement plus petite, et dispose de trois boutons supplémentaires en façade, semblables au design de boutons de certains jeux de combat populaires sur borne d'arcade, tel que Street Fighter II. En outre, Sega publie également une version sans fil à six boutons, le Remote Arcade Pad.
La Mega Drive est également rétrocompatible avec la Master System. Le premier périphérique du système à voir le jour, le Master System Converter (ou Power Base Converter en Amérique du Nord), permet la lecture des jeux Master System. Cependant il reste uniquement compatible avec le premier modèle de la console en raison de sa forme spécialement adaptée à ce dernier. Un deuxième modèle, le Master System Converter 2, plus compact mais abandonnant la compatibilité avec les jeux au format Sega Card sort seulement en Europe, compatible cette fois-ci avec les deux modèles de la console.
Plusieurs autres périphériques apportant des fonctionnalités supplémentaires à la console sortent. Le Sega Menacer est un pistolet optique utilisé avec les jeux compatibles. Des entreprises tierces créent également des pistolets optique, comme le Pistol conçu par American Laser Games et le Justifier de Konami. Sortie pour les logiciels de création artistique, la souris Mega Mouse dispose de trois touches et n'est compatible qu'avec quelques jeux, tel Eye of the Beholder. Une batte de baseball en plastique recouverte de mousse appelée BatterUP et le club de golf TeeVGolf sont sortis sur Mega drive et Super Nintendo.

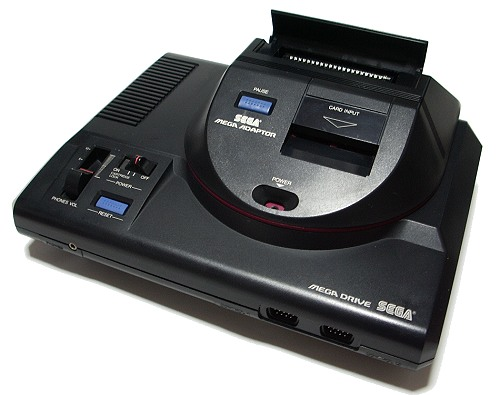
Le Master System Converter (Mega Adaptor au Japon) fixé sur une Mega Drive.

En novembre 1993, Sega sort le Sega Activator, un dispositif octogonal qui s'étend à plat sur le sol et qui convertit des mouvements physiques du joueur dans les entrées du jeu. Plusieurs jeux d'envergure, comprenant Mortal Kombat et Street Fighter II, sont adaptés pour supporter le périphérique. Le dispositif est un échec commercial, principalement en raison de son imprécision et de son prix élevé,,. Le rédacteur Craig Harris de chez IGN classe le Sega Activator à la troisième place du classement des pires contrôleurs de jeu vidéo jamais réalisés.
Electronic Arts et Sega sortent des multitaps pour le système afin de permettre de jouer à plus de deux joueurs à la fois. Initialement, la version d'EA, le 4 Way Play, et l'adaptateur de Sega, le Team Player, supportent uniquement les titres propres à chaque éditeur. En réponse à de nombreuses plaintes à ce sujet, Sega déclare publiquement que « nous avons travaillé dur pour résoudre ce problème depuis que nous en avons la connaissance », et qu'un nouveau Team Player compatible avec tous les jeux multitap de la console doit sortir sous peu. Les jeux parus ultérieurement sont conçus pour fonctionner à la fois sur le 4 Way Play et le Team Player. Codemasters a également développé la cartouche J-Cart, offrant deux ports supplémentaires implantés sur la cartouche elle-même, bien que la technologie arrive tardivement dans la vie de la console et ne soit fonctionnelle qu'avec quelques jeux.

### Services en ligne

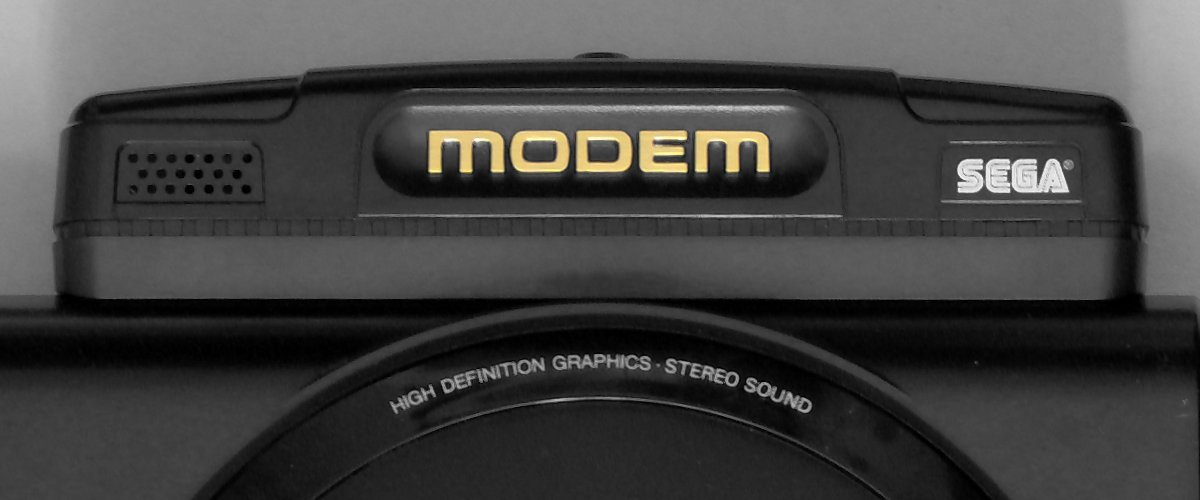
Le Mega Modem, périphérique qui permettait l'accès au service Sega Meganet.

Dans sa première incursion dans le jeu en ligne, Sega crée Sega Meganet, qui débute au Japon le 3 novembre 1990. Opérant au travers d'une cartouche et d'un périphérique appelé Mega Modem, ce système permettait aux joueurs de la Mega Drive de jouer à dix-sept jeux en ligne. Une version nord-américaine de ce système, baptisée Tele-Genesis, a été annoncée mais n'est jamais sortie. Un autre système par téléphone, le Mega Anser, transforme la Mega Drive japonaise en un terminal bancaire en ligne.
Puis, en 1994, Sega lance Sega Channel, un système de distribution de jeux utilisant les services de télévision par câble Time Warner Cable et TCI. En utilisant un périphérique spécial, les joueurs peuvent télécharger un titre parmi une bibliothèque de cinquante jeux chaque mois, ainsi que des démos pour les jeux à venir. Les jeux sont téléchargés dans la mémoire interne de la console et supprimés lorsque la console est mise hors tension. Le Sega Channel atteint 250 000 abonnés à son apogée et fonctionne jusqu'au 31 juillet 1998, bien après la sortie de la Saturn.
Dans le but de concurrencer Sega, le développeur tiers Catapult Entertainment crée XBAND, un périphérique qui permet aux joueurs de s'engager dans le jeu en ligne compétitif. Utilisant les services téléphoniques pour partager ses données, le XBAND est initialement proposé dans cinq villes américaines en novembre 1994. L'année suivante, le service s'étend à la Super Nintendo, et Catapult fait équipe avec Blockbuster Video pour commercialiser le service, mais l'intérêt pour le service décline, et l'ensemble du réseau est interrompu en avril 1997.

## Ludothèque
La ludothèque de la Mega Drive est modeste à ses débuts, mais est complétée au fur et à mesure pour finalement contenir des jeux pouvant convenir à tout type de joueur. Ainsi, elle se compose d'un total de plus de 900 jeux conçus par Sega ou des développeurs tiers. Initialement, la console est vendue avec Altered Beast, qui est ensuite remplacé par Sonic the Hedgehog. Le jeu comptabilise en 2009 plus de 15 millions d'exemplaires écoulés, il fait partie avec sa suite, Sonic the Hedgehog 2, et le jeu Aladdin, des meilleures ventes de la Mega Drive. Au cours du développement de la console, Sega of Japan se charge d'élaborer des jeux d'action tandis que Sega of America se concentre sur les jeux de sport. Une grande partie de la ludothèque de la Mega Drive durant le cycle de vie de la console est fondée sur l'expérience de Sega dans le domaine du jeu d'arcade, mais aussi sur des jeux d'aventure comme Ecco the Dolphin, et des jeux de sport, tel Joe Montana Football. Par rapport à la concurrence, Sega s'adresse à un public plus âgé en proposant des jeux plus matures, comme la version non censurée de Mortal Kombat. Elle avait aussi des cartouches sans licence de Sega, comme Shaq Fu, Bubsy, Zool ou Marble Madness.

## Sega Virtua Processor

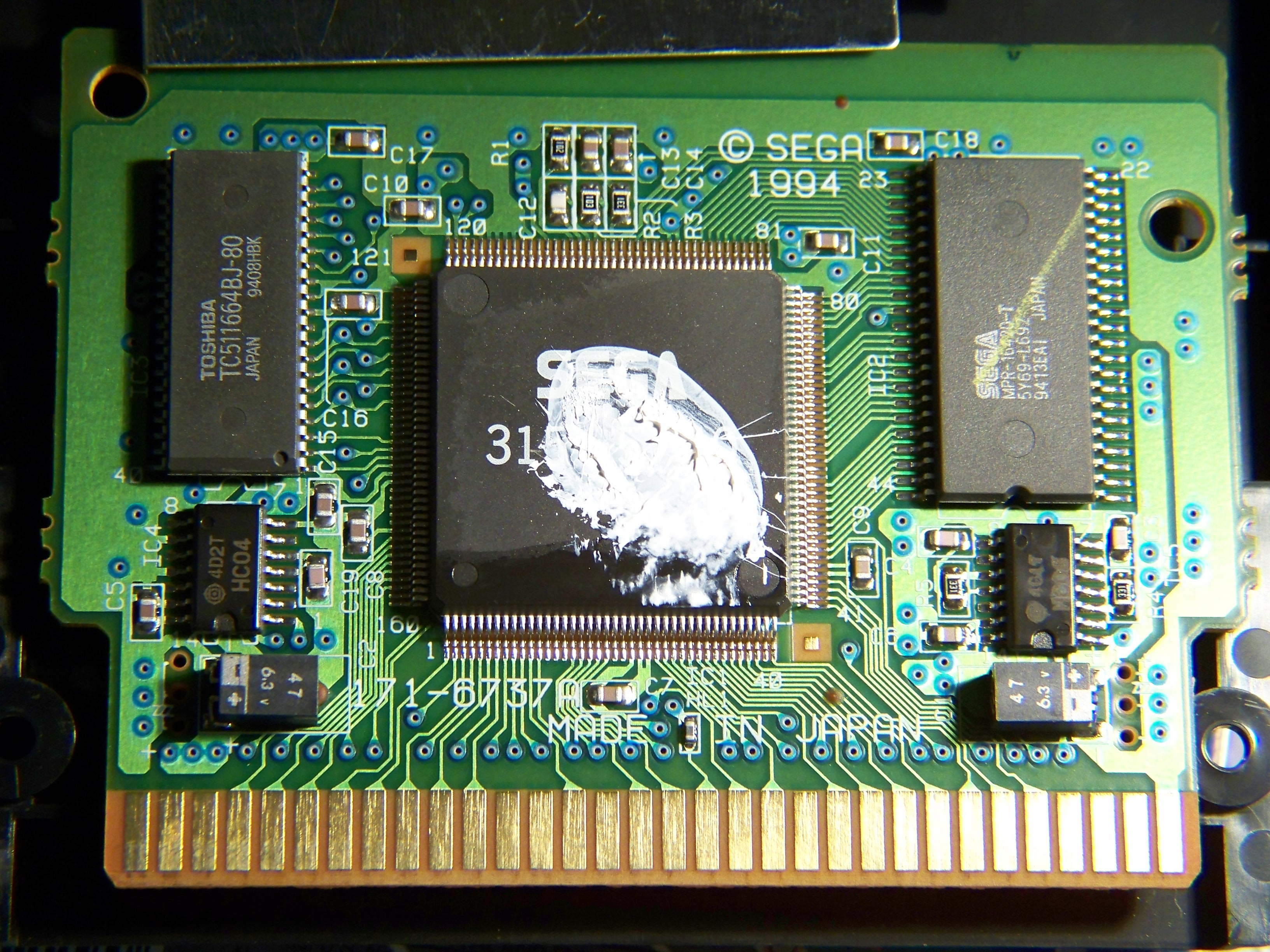
Pour améliorer les rendus graphiques de Virtua Racing, Sega conçoit le Sega Virtua Processor.

Afin de produire des graphismes visuellement plus attrayants, les entreprises vidéoludiques commencent à ajouter des puces de traitement spécial à leurs cartouches de jeux pour améliorer efficacement les capacités de leurs consoles. Sur la Super Nintendo, ce sont plusieurs processeurs de signal numérique (DSP) et autres processeurs RISC qui permettent à la console de produire de façon plus rapide et précise des graphismes en trois dimensions ou en pseudo 3D. Ainsi, la puce Super FX est conçue pour décharger le processeur principal des tâches de rendus complexes afin de produire des effets visuels que la console ne peut pas générer elle-même. Cette puce est d'abord utilisée dans Star Wing, pour créer des polygones en 3D temps réel, puis dans Super Mario World 2: Yoshi's Island, démontrant à cette occasion la capacité de la puce à faire tourner, escalader et tirer différents sprites tout en gérant des zones vastes sur l'écran.
Ces améliorations étant devenues monnaie courante sur la Super Nintendo, la gamme de jeux existante de la Mega Drive semblait désuète en comparaison. Sega commence donc à travailler sur une puce capable de rivaliser avec le Super FX, aboutissant ainsi au Sega Virtua Processor. Cette puce permet à la console de générer des polygones en temps réel et dispose d'une unité Axis Transformation qui gère l'écaillage et la rotation. Virtua Racing, le seul jeu sorti avec cette puce, fonctionne à une cadence sensiblement plus élevée et est plus stable que des jeux similaires sur Super Nintendo[réf. souhaitée]. Le coût de production du Sega Virtua Processor étant onéreux, le prix des jeux l'utilisant a donc sensiblement augmenté. Ainsi, à 100 dollars, Virtua Racing est la cartouche de jeu la plus chère jamais produite. Deux autres jeux, Virtua Fighter et Daytona USA, devaient être équipés de cette puce, mais ils ont finalement été vendus comme premiers jeux de la Saturn. Sega avait également l’intention de commercialiser le Sega Virtua Processor comme module d'amélioration de la Mega Drive, mais ce projet n'a jamais abouti,.

## Extensions

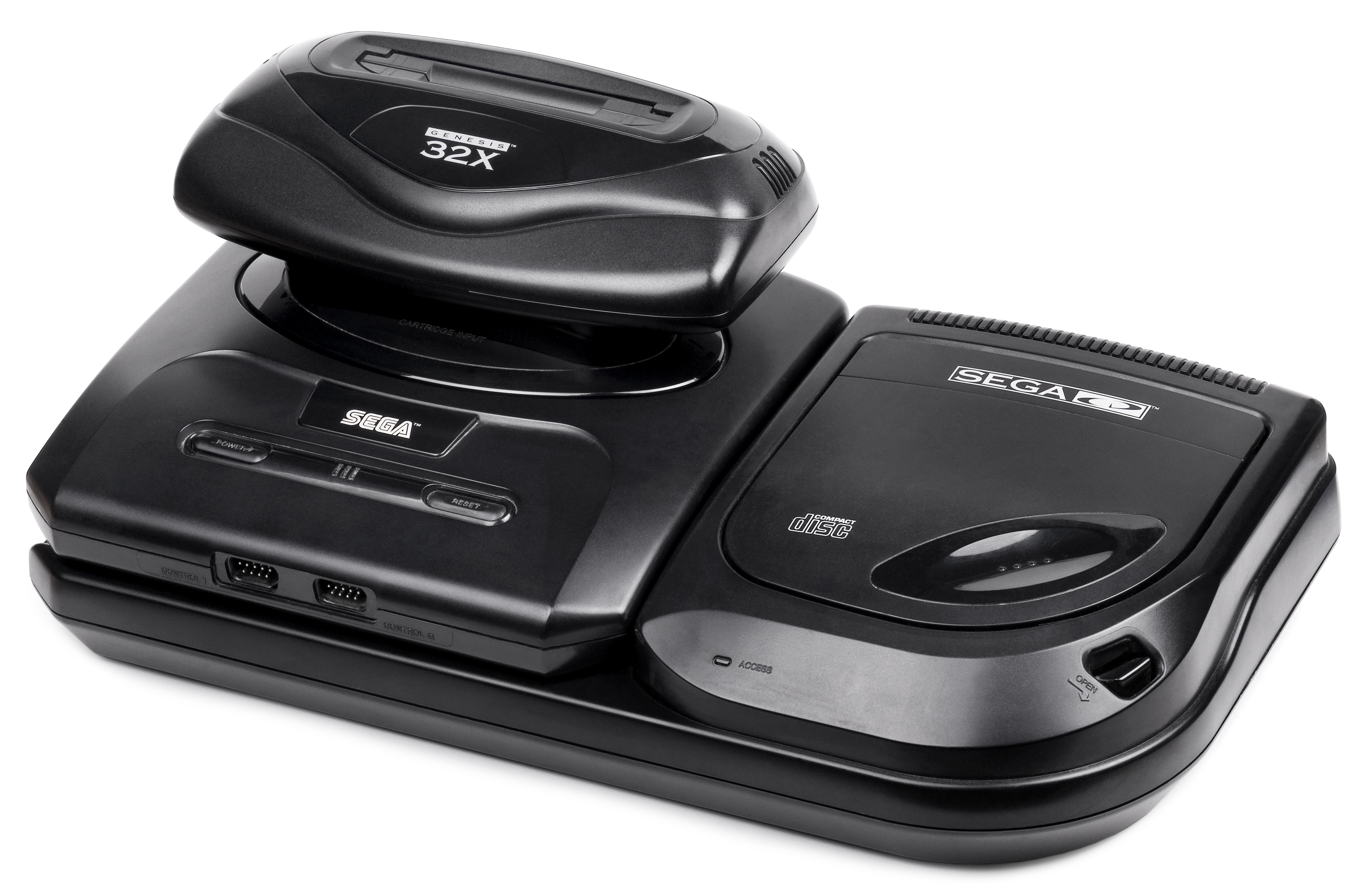
La Genesis II reliée aux périphériques Sega CD 2 et 32X, des extensions de la Mega Drive dans leurs versions américaines.

En plus des accessoires, tel le Master System Converter, la Mega Drive supporte également deux extensions qui soutiennent chacune leur propre ludothèque. La première est le Mega-CD (connu sous cette dénomination dans tous les territoires à l'exception de l'Amérique du Nord où il se nomme Sega CD), un périphérique basé sur le disque compact qui peut lire sa propre bibliothèque de jeux au format CD-ROM. La seconde extension est la 32X, un périphérique 32 bits qui utilise le format des cartouches de jeu et sert comme inter-communiquant avec les jeux Mega Drive. Sega a également produit une multiprise sur mesure pour s'adapter aux grands adaptateurs secteur des périphériques. Le soutien par Sega des deux extensions est officiellement abandonné en 1996,,.

### Mega-CD
En 1991, les disques compacts gagnent en popularité pour le stockage de données. Le CD remplace la cassette audio pour la musique et devient le support pour les logiciels sur micro-ordinateur. Les ordinateurs et les entreprises vidéoludiques commencent à faire usage de cette technologie. NEC est le premier à inclure la technologie du disque compact dans une console de jeu avec la sortie de l’extension CD-ROM² de la PC-Engine, et Nintendo élabore des plans pour développer son propre périphérique CD. Voyant la possibilité de prendre un avantage sur ses rivaux, Sega conclut un partenariat avec JVC pour développer rapidement une extension de CD-ROM pour la Mega Drive,,. Sega lance le Mega-CD au Japon le 1er décembre 1991, où il est initialement vendu à 49 800 yens, l’extension sort en Amérique du Nord le 15 octobre 1992, désignée Sega CD sur ce territoire, avec un prix fixé à 299 dollars. Il sort en avril 1993 au Royaume-Uni pour 270 livres, et le 8 septembre 1993 en France pour 1990 francs (sortie initialement prévue en novembre 1992).
En plus d'élargir considérablement la taille potentielle des jeux, ce module complémentaire améliore également les graphismes et les capacités sonores de la console en ajoutant un second processeur, plus rapide, et en apportant plus de mémoire vive. Ses composants permettent le redimensionnement d'image, comprenant rotation de sprite, distorsion, zoom, et manipulation d'objet en 3D, ce qui rend la console graphiquement compétitive avec la Super Nintendo,. En outre, le Mega-CD apporte à la Mega Drive un stockage d'information sur une mémoire vive alimentée par pile, afin de permettre aux jeux de sauvegarder des scores élevés, des données de configuration, et la progression de jeu. Une cartouche supplémentaire de stockage de données a été vendue séparément.
Peu de temps après son lancement en Amérique du Nord, Sega commence à expédier le Mega-CD en offre groupée avec Sewer Shark, un jeu en full motion video développé par Digital Pictures, une société qui devient un partenaire important pour Sega. Vantant les avantages du vaste espace de stockage qu'apporte le CD, Sega et ses développeurs tiers produisent un certain nombre de jeux pour l'extension qui comprennent de la vidéo numérique dans leurs gameplay ou dans les contenus bonus, ainsi que la republication de plusieurs jeux sur cartouche avec des pistes audio de haute fidélité,. En 1993, Sega lance le Mega-CD 2, une version plus petite et plus légère de l'extension conçue pour la Mega Drive II, et vendue à un prix réduit par rapport à l'original. Un nombre limité de jeux qui utilisent à la fois le Mega-CD et le 32X sont également développés plus tard.
Le Mega-CD s'écoule à seulement 100 000 exemplaires au cours de sa première année d'exploitation au Japon, tombant bien en deçà des attentes. Alors que de nombreux consommateurs reprochent au module son prix de lancement élevé, il souffre également d'une ludothèque restreinte, avec seulement deux titres disponibles lors de son lancement. Cela est dû en partie au long délai avant que Sega rende disponible son kit de développement logiciel aux développeurs tiers. Les ventes de l'extension ont plus de succès en Amérique du Nord et en Europe, cependant les nouveautés de full motion video et de jeux améliorés sur CD sont rapidement dissipées, et beaucoup de jeux sortis plus tard sont accueillis par des critiques mitigées ou négatives. Finalement, en 1995, Sega annonce un recentrage pour sa nouvelle console, la Saturn, et interrompt toute publicité pour le matériel de la Mega Drive, y compris le Mega-CD. L'extension s'est vendue à 2,7 millions d'unités à la fin de l'année 1994, et est officiellement abandonnée en 1996.

### 32X
Avec la sortie de la Saturn prévue pour 1995, Sega commence à développer une solution palliative dans le but de combler le fossé entre la Mega Drive et la Saturn, et pouvant servir d'entrée moins onéreuse dans l'ère des consoles 32 bits.
Lors du Winter Consumer Electronics Show en janvier 1994, le responsable de la branche de recherche et développement de Sega of America, Joe Miller, reçoit un coup de téléphone de Nakayama, dans lequel Nakayama souligne l'importance d'arriver avec une réponse rapide à la Jaguar d'Atari. Une possible idée pour cette demande vient d'un concept de Sega of Japan, plus tard connu comme « Project Jupiter », une toute nouvelle console indépendante. Project Jupiter est initialement prévue pour être une nouvelle version de la Mega Drive, apportant une palette de couleurs améliorée et un coût moindre par rapport à la Saturn, ainsi que certaines capacités en 3D limitées grâce à l'intégration d'idées issues du développement de la puce Sega Virtua Processor. Miller suggère une stratégie alternative, invoquant ses préoccupations quant à la sortie d'une nouvelle console sans cahier des charges de conception préalablement évoqué dans les six à neuf mois. Sur la suggestion de Miller et de son équipe, Sega conçoit la 32X comme un périphérique pour la Mega Drive existante, étendant sa puissance avec deux processeurs SuperH-2 en 32 bits. Le SH-2 est élaboré en 1993 en tant que coentreprise entre Sega et Hitachi. À la fin du Consumer Electronics Show, le concept de base de la 32X est en place, Sega of Japan invite Sega of America à l'aider dans le développement de cette nouvelle extension.
Bien que la nouvelle unité soit une console plus puissante que celle proposée à l'origine, elle n'est pas compatible avec les jeux Saturn. Avant que la 32X ne soit lancée, la date de sortie de la Saturn est annoncée pour novembre 1994 au Japon, coïncidant avec la fenêtre de lancement de la 32X en Amérique du Nord. Sega of America est désormais confronté au fait de commercialiser la 32X alors que la sortie de la Saturn au Japon survient simultanément. La réponse apportée par la société est de dire que la 32X est un « dispositif de transition » entre la Mega Drive et la Saturn. Ceci est justifié par la déclaration de Sega que les deux plates-formes fonctionnent en même temps, et que la 32X vise les joueurs qui n'ont pas les moyens de s'offrir la plus coûteuse Saturn.
La 32X sort en novembre 1994, à temps pour la période des fêtes de fin d'année. La demande chez les revendeurs est élevée, et Sega n'arrive pas à répondre aux commandes. Plus de 1 000 000 de commandes sont passées au constructeur, mais Sega réussit seulement à expédier 600 000 unités aux distributeurs durant la période des fêtes et le mois de janvier 1995. Lancé à peu près au même prix que la Mega Drive, la 32X est environ deux fois moins cher que le prix prévu pour la Saturn à son lancement. Malgré le positionnement du périphérique comme entrée peu coûteuse dans le jeu vidéo 32-bit, Sega a une période difficile pour convaincre les développeurs tiers à créer des jeux pour ce nouveau système. Après un rapide départ du périphérique, des nouvelles sur la sortie prochaine de la Saturn se répandent bientôt au public, laquelle ne serait pas compatible avec les jeux de la 32X. La Saturn sort le 11 mai 1995, quatre mois en avance sur sa date de sortie initialement fixée au 2 septembre 1995. La Saturn, à son tour, pousse les développeurs à se détourner de la console et sème le doute à propos de la ludothèque de la 32X, même si Sega assure qu'un grand nombre de jeux seraient développés pour le système. Au début de l'année 1996, Sega admet finalement que la société a trop promis de la 32X, et décide d'arrêter de produire le périphérique afin de se concentrer sur la Saturn. Le prix pour la 32X chute à 99 dollars, puis les stocks restants sont écoulés à 19,95 dollars l'unité.

## Variantes
Plus d'une douzaine de variantes de la Mega Drive sous licence sont sorties. En plus des modèles fabriqués par Sega, plusieurs autres modèles ont été réalisés par des entreprises tierces, telles les sociétés Majesco, AtGames, JVC, Pioneer Corporation, Amstrad, et Aiwa. Un certain nombre de clones pirates ont également été créés au cours de sa durée de vie.

### Modèles conçus par Sega
En 1993, Sega présente une version plus petite et plus légère de la console, nommée Genesis II en Amérique du Nord et Mega Drive II partout ailleurs. Cette version omet la prise casque à l'avant, remplace le connecteur A/V-out par une plus petite version, et fournit une carte mère plus simple et moins onéreuse nécessitant moins de puissance.
Sega a également conçu une console semi-portable combinant la Mega Drive et le Mega-CD appelée Multi-Mega (Sega Genesis CDX en Amérique du Nord). Cette unité vendue à 399,95 dollars aux États-Unis (soit environ 100 dollars de plus qu'en acquérant l'ensemble Mega Drive et Mega-CD, le Mega-CD ayant baissé son prix à 229 dollars un an et demi auparavant), elle est livrée avec Sonic CD, Sega Classics Arcade Collection, et la version Mega-CD de Ecco the Dolphin. La console est incompatible avec certains jeux et ne fonctionne pas avec la 32X en raison de surchauffe et de risque de choc électrique. Le Multi-Mega dispose d'un petit écran à cristaux liquides qui, lorsque l'appareil est utilisé pour lire des CD audio, affiche la piste en cours de lecture. Avec cette fonction et la structure légère du système, Sega la commercialise en partie comme un lecteur de CD portable.
Vers la fin de l'ère 16 bits, Sega sort une version portable de la console appelée Nomad. Sa conception est basée sur la Mega Jet, une autre console portable basée sur la Mega Drive et présentée sous forme de manette à connecter sur les écrans LCD des vols internationaux de Japan Airlines. En tant qu'unique successeur de la Game Gear, la Nomad fonctionne avec six piles AA, affiche ses graphismes sur un écran LCD de 8,25 mm (3,25 pouces). La Nomad est compatible avec l'ensemble de la ludothèque Mega Drive, mais ne peut pas être utilisée avec la 32X, le Mega-CD, ou le Master System Converter.
Exclusif au marché japonais, le TeraDrive est une Mega Drive combinée avec un ordinateur. Sega a également produit trois systèmes d'arcade basés sur la Mega Drive : le System C-2, le MegaTech, et le MegaPlay, qui soutiennent environ 80 jeux combinés.

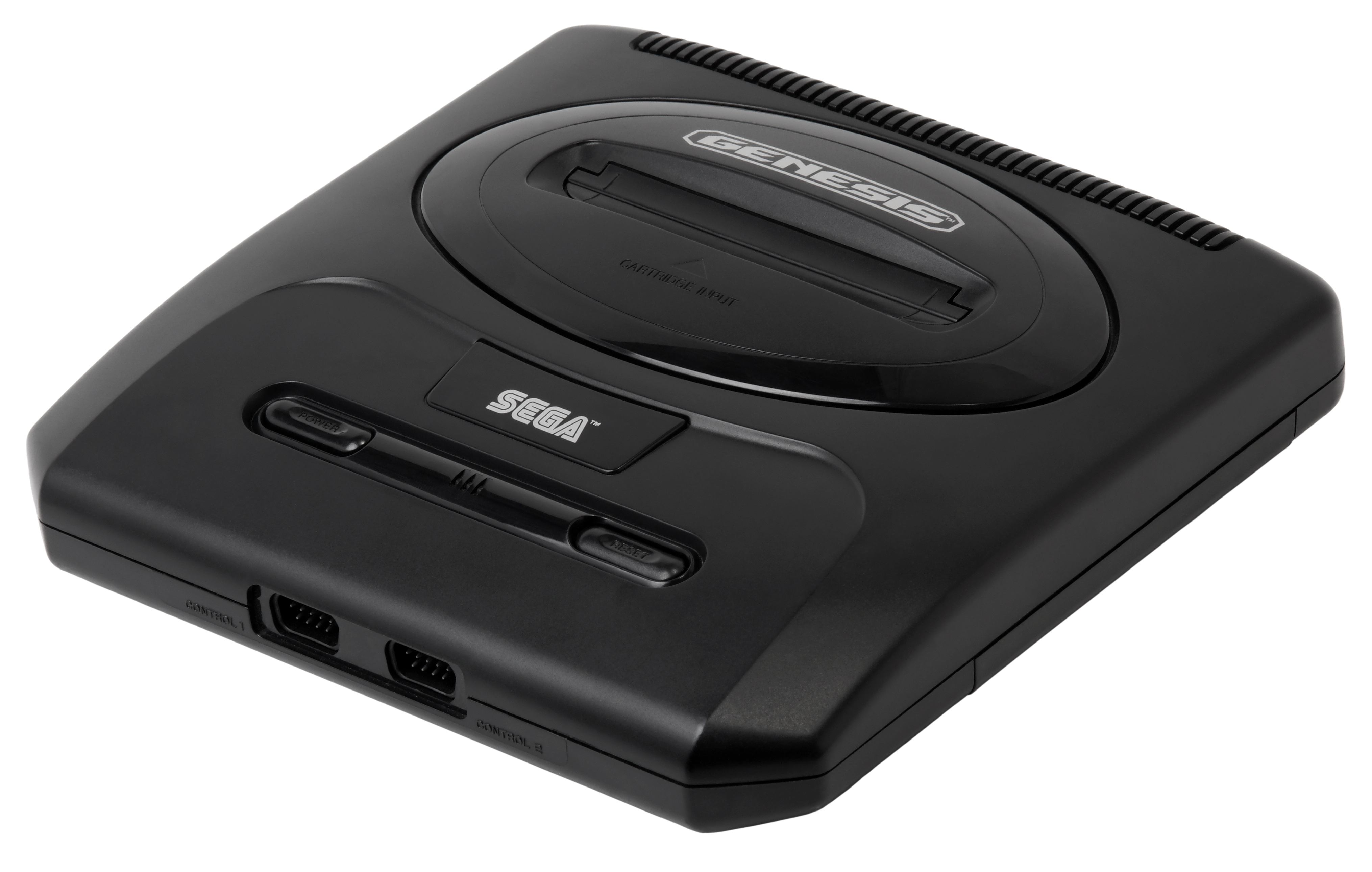
Genesis II
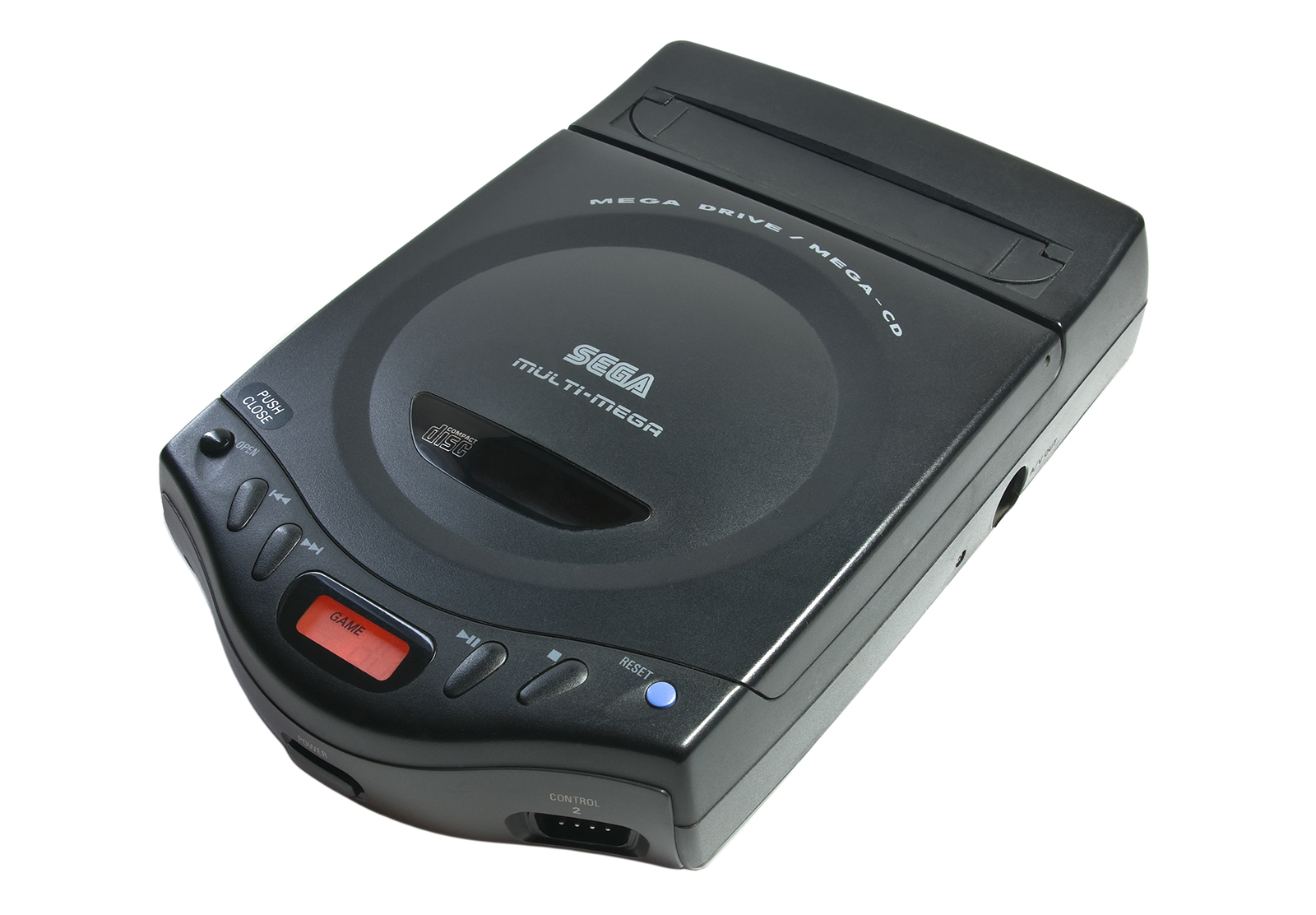
Multi-Mega
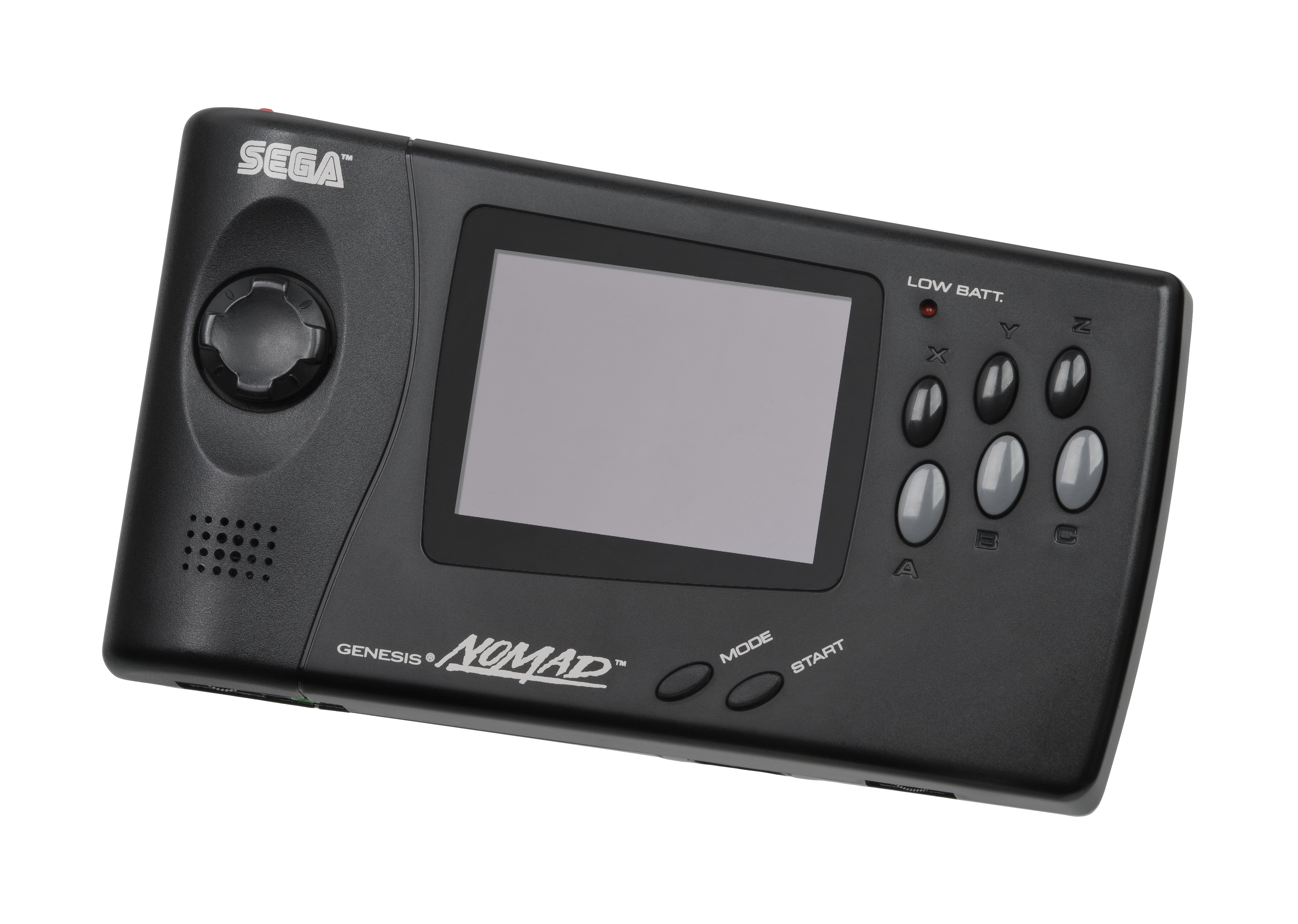
Nomad
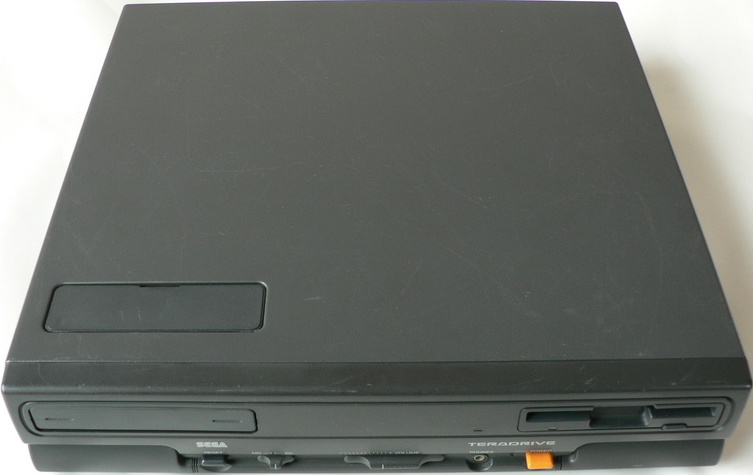
TeraDrive

### Modèles conçus par des entreprises tierces
En collaboration avec Sega of Japan, JVC sort le Wondermega le 1er avril 1992 au Japon. Le système est plus tard redessiné par JVC et vendu sous le nom X'Eye en septembre 1994 en Amérique du Nord. Conçu par JVC pour être un ensemble comprenant Mega Drive et Mega-CD avec un son de haute qualité, le prix élevé du Wondermega (500 dollars à son lancement) le maintient à l'écart du consommateur moyen. La chose est également vraie pour le Pioneer LaserActive, qui nécessite un module supplémentaire appelé « Sega PAC », développé par Sega, afin de pouvoir lire des jeux Mega-CD et Mega Drive. Bien que le LaserActive soit aligné pour rivaliser avec la 3DO, le prix total du système et du Sega PAC rend l'option inabordable pour les joueurs Sega. Aiwa a mis au point la CSD-GM1, une combinaison Mega Drive/Mega-CD intégrée dans une radio-cassette. Plusieurs sociétés ajoutent également la Mega Drive dans des ordinateurs personnels, imitant la conception du TeraDrive ; ils comprennent les modèles AX-330 et AX-990, distribués au Koweït et au Yémen, ainsi que l'Amstrad Mega PC, distribué en Europe et en Australie.
Après la fin du cycle de vie de la Mega Drive, Majesco Entertainment sort en 1998 la Mega Drive 3, une version à bas prix de la console. En 2009, AtGames commence à produire deux nouvelles variantes : la Mega Drive H&B (nommée Firecore en Amérique du Nord), une version pouvant lire les cartouches originales de la Mega Drive et comprenant des jeux pré-installés, ainsi que la GenMobile, une console portable avec vingt jeux Mega Drive installés. De nombreuses entreprises, notamment Radica Games, publient de multiples compilations de jeux Mega Drive intégrées dans des périphériques de type Plug and play ressemblant à la manette de jeu de la console.

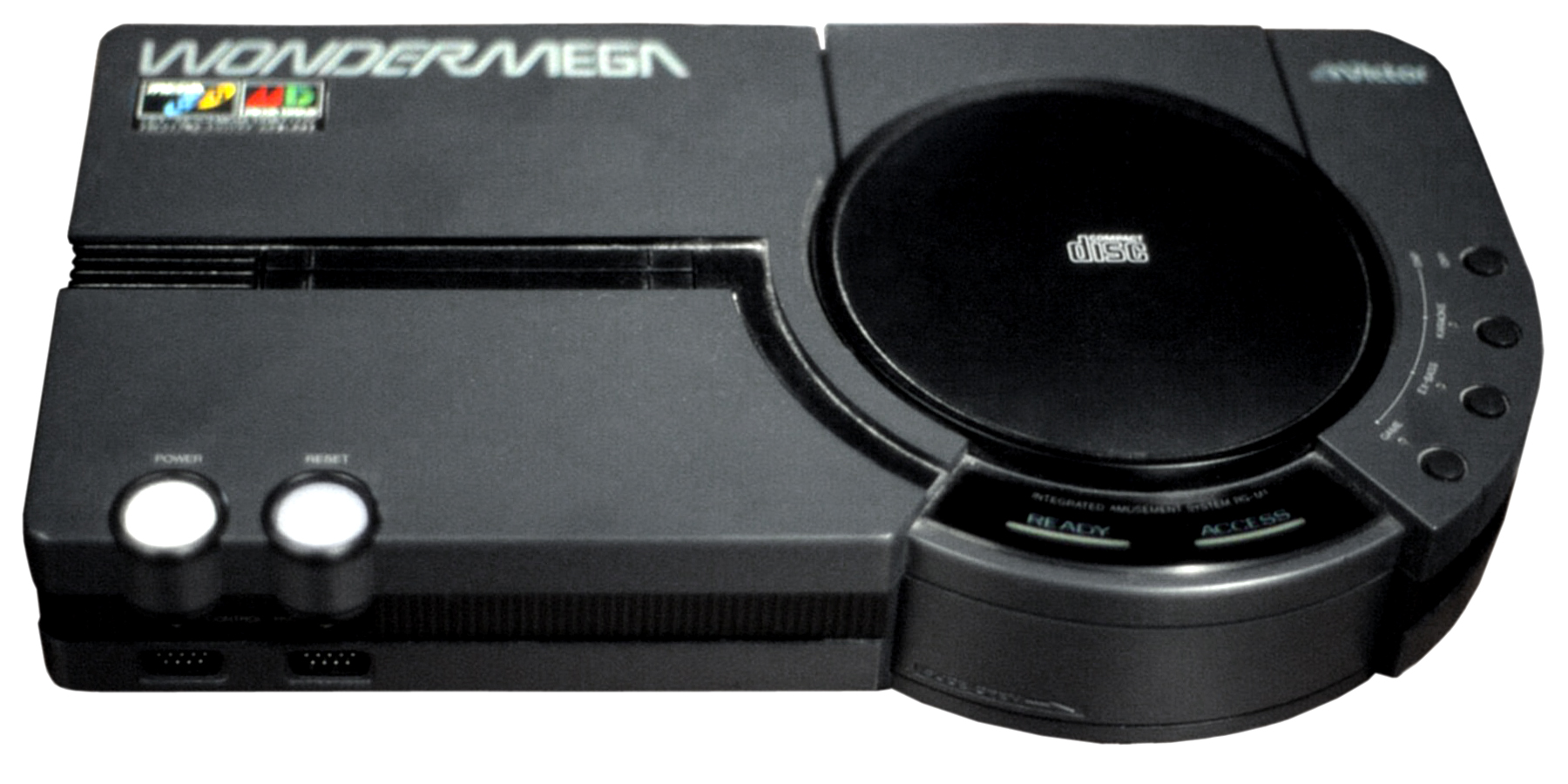
Wondermega
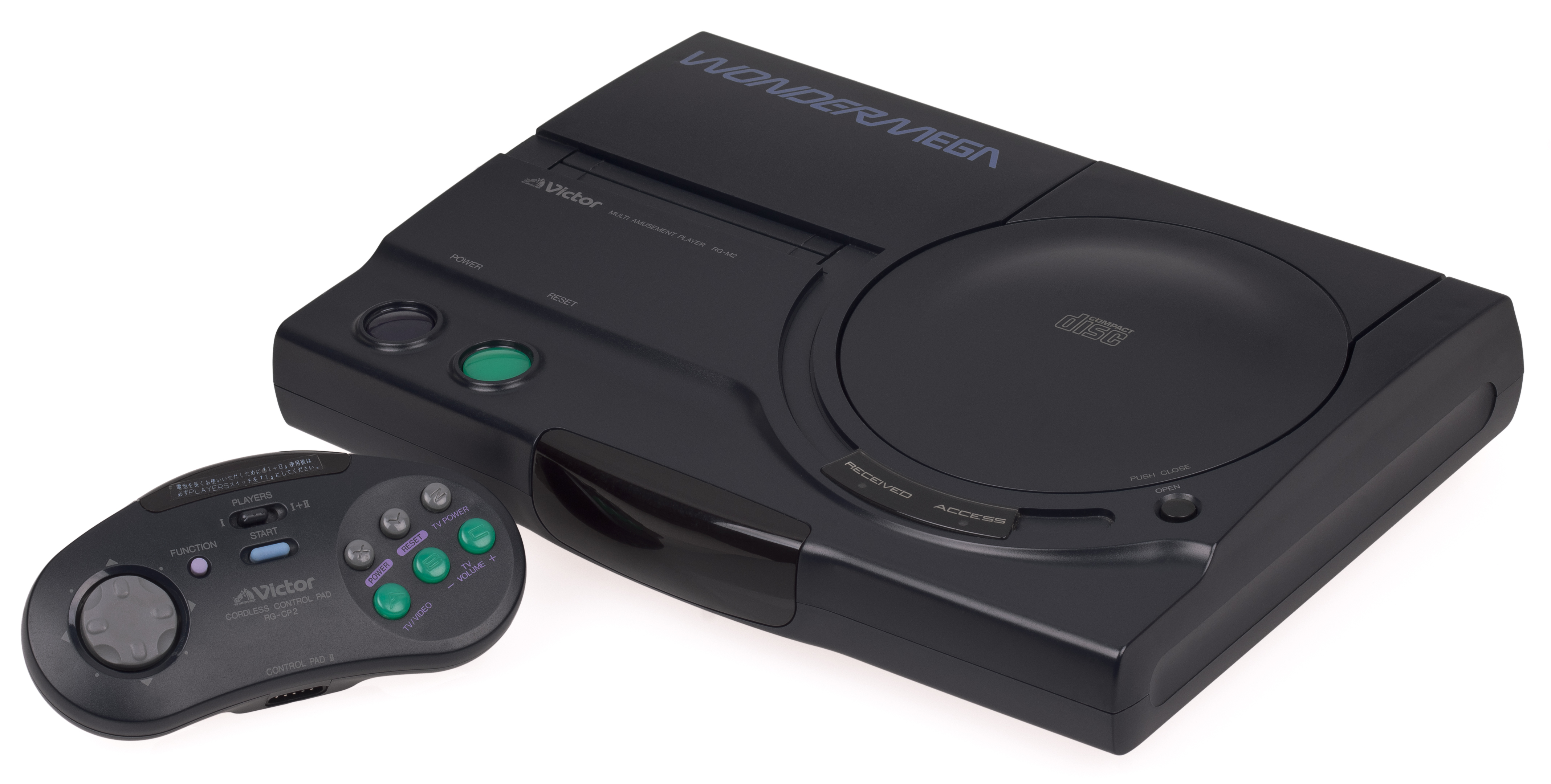
Wondermega 2
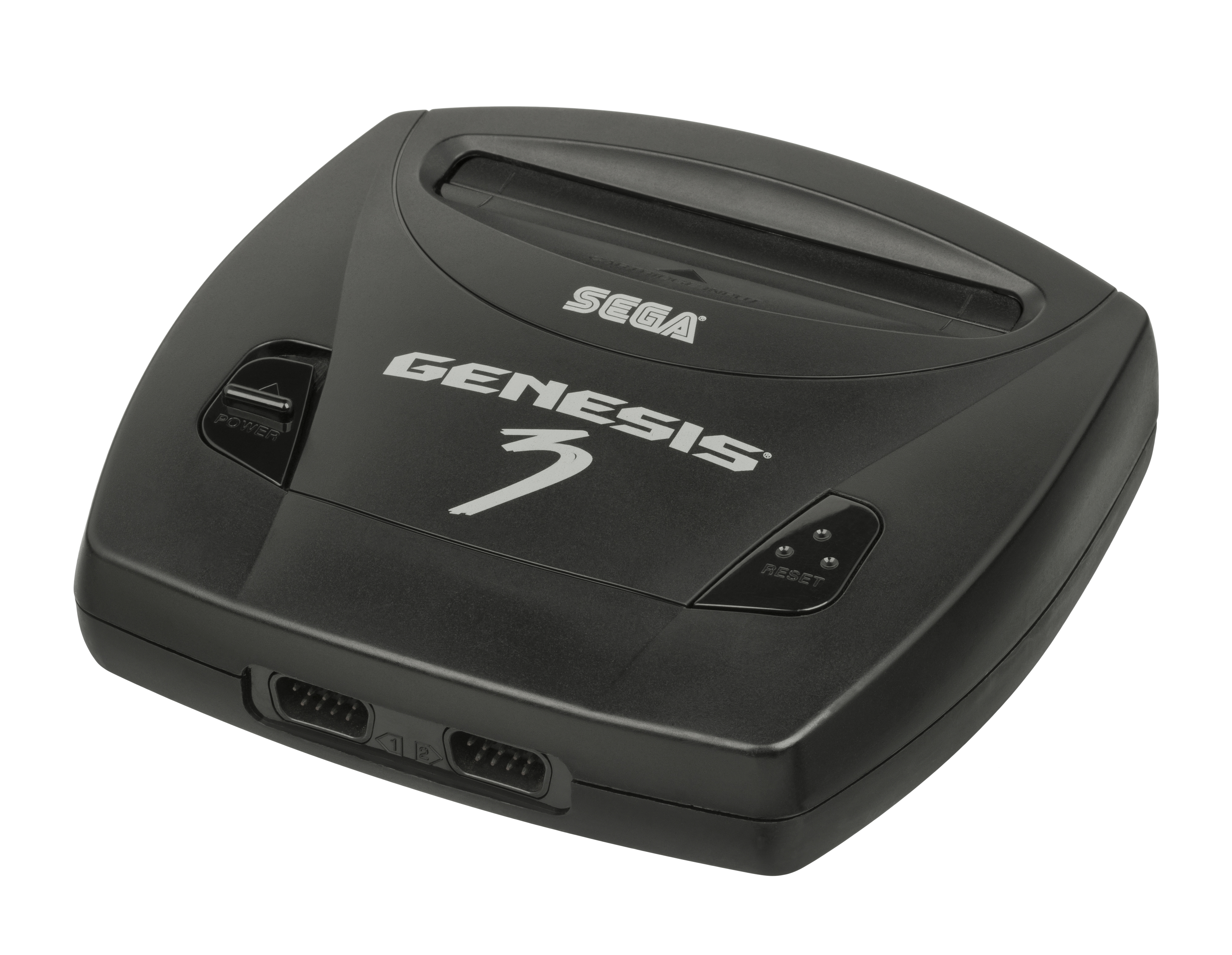
Genesis 3
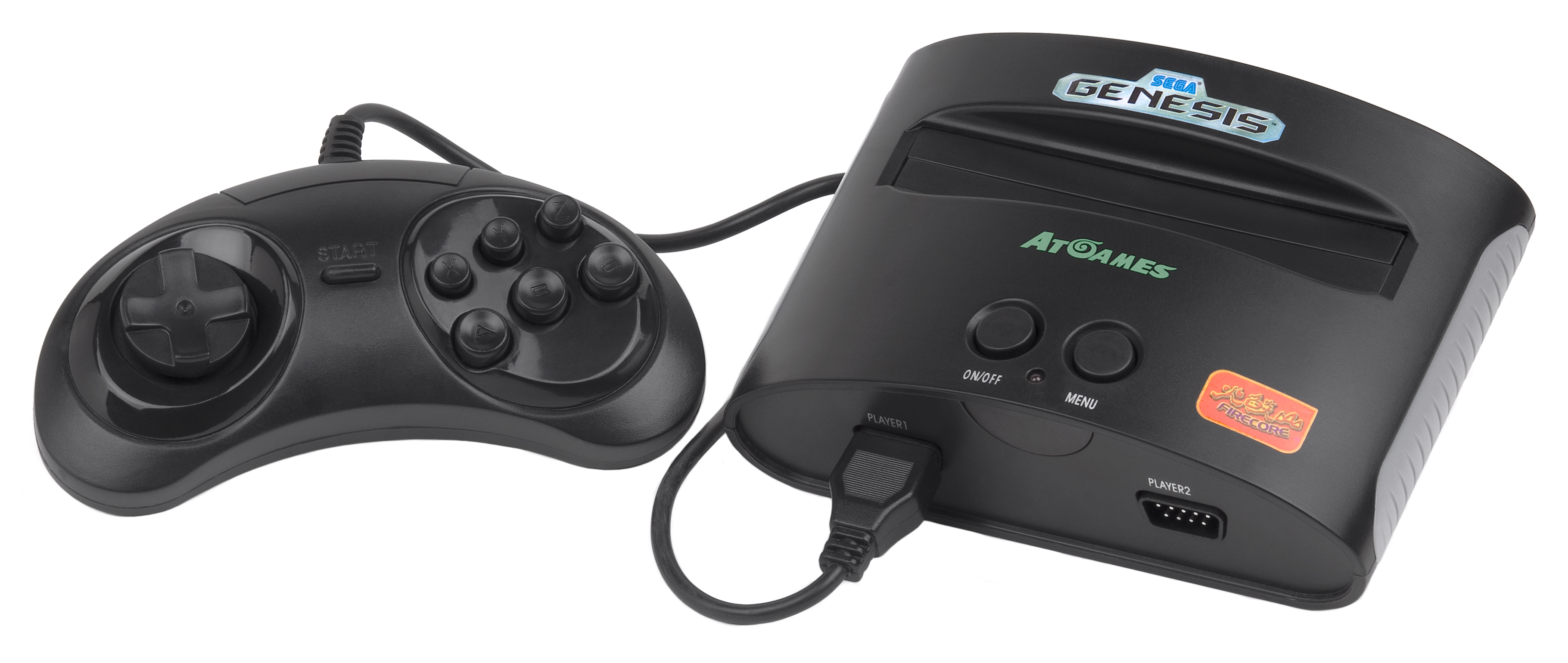
Firecore
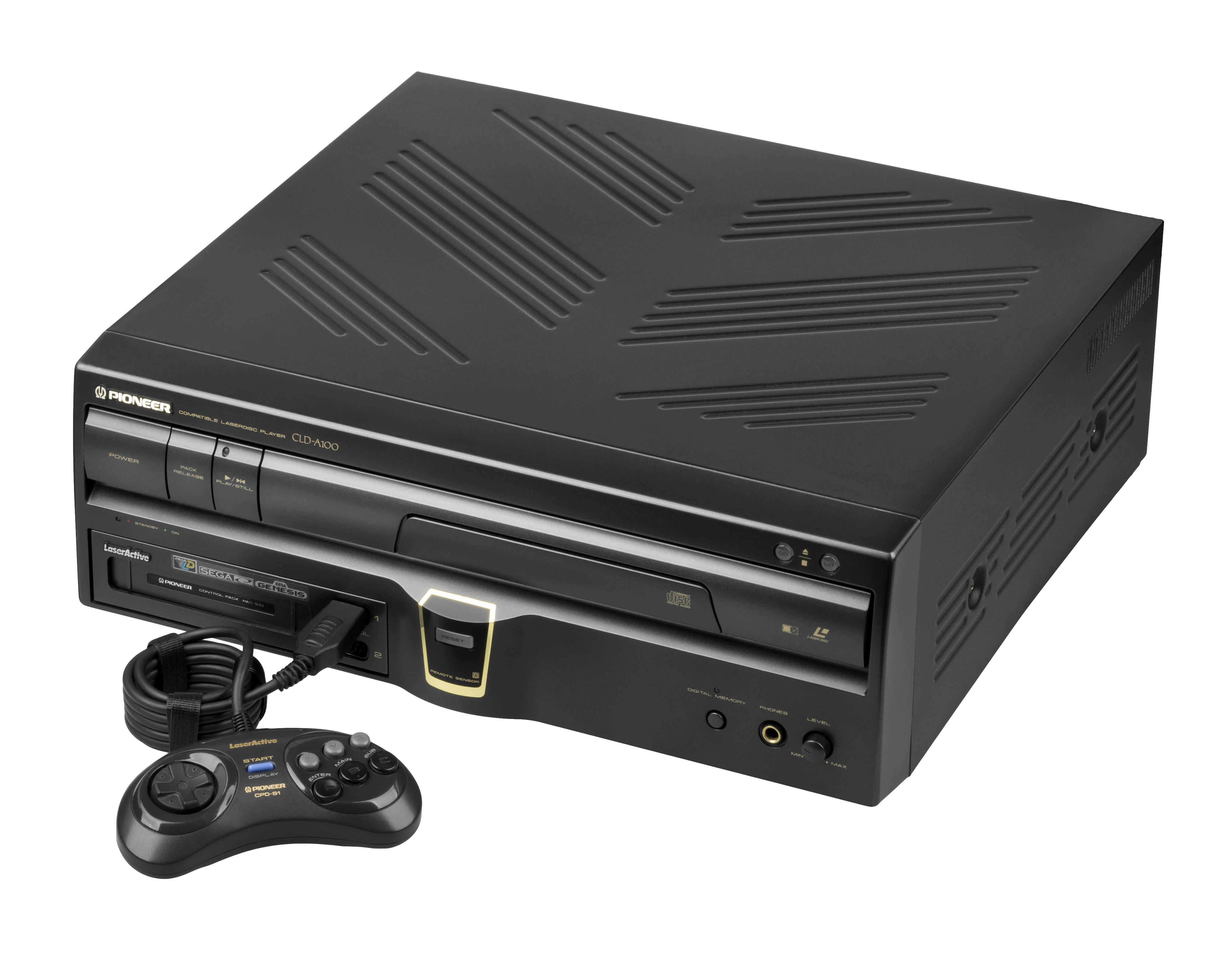
Pioneer LaserActive

## Postérité et renouveau
La Mega Drive est souvent considérée comme faisant partie des meilleures consoles de jeux vidéo. En 2009, IGN la désigne cinquième meilleure console de jeu vidéo, louant l'intérêt de ses jeux sportifs, sa version originale de Mortal Kombat et « ce que certains considèrent comme la meilleure manette jamais créée : la six boutons ». En 2007, GameTrailers nomme la Mega Drive comme étant la sixième meilleure console de tous les temps dans une liste des dix consoles qui « ont laissé leur empreinte dans l'histoire du jeu vidéo », soulignant ses grands jeux, la robustesse de la manette et les « jours de gloire » de Sonic the Hedgehog. En janvier 2008, le chroniqueur spécialiste des technologies Don Reisinger affirme que la Mega Drive « est à l'origine de la meilleure guerre des consoles de l'industrie à ce jour », citant Sonic the Hedgehog, des jeux de sport de qualité supérieure et sa rétrocompatibilité avec la Master System. GamingExcellence place également la Mega Drive à la sixième position des meilleures consoles en 2008, déclarant qu'« on peut vraiment voir en la Genesis une étape importante du jeu vidéo », tandis que GameDaily lui accorde la neuvième place en vertu de ses jeux mémorables,. Retro Gamer déclare à propos de la console que « c'était un système dont l'attrait est né non seulement en raison du matériel et des jeux, mais aussi des magazines, des arguments de cour de récréation, du climat et de la politique de l'époque ».

### Rééditions et émulations
Un certain nombre d'émulateurs de la Mega Drive et de la Genesis ont été produits, comme GenEM, KGen, Genecyst, VGen, St0rm, et Gens,. Le service de jeu vidéo en ligne GameTap inclut un émulateur Mega Drive et dispose de plusieurs dizaines de jeux de cette console dans son catalogue. Le service d'abonnement en ligne américain Console Classix dispose lui aussi d'un émulateur et de plusieurs centaines de jeux Mega Drive dans son catalogue. Outre l'émulation, un certain nombre de jeux de la Mega Drive ont été publiés sur des disques de compilation pour d’autres consoles de jeux vidéo, comme Sonic Mega Collection et Sega Gems Collection sur Xbox, GameCube et PlayStation 2 ; Sega Mega Drive Collection sur PlayStation 2 et PlayStation Portable et Sega Mega Drive Ultimate Collection sur PlayStation 3 et Xbox 360,.
Au cours de son discours en 2006 lors de la conférence des développeurs de jeux, Satoru Iwata, le président-directeur général de Nintendo, annonce l'intention de Sega à rendre un certain nombre de titres de la Mega Drive disponibles au téléchargement sur la console virtuelle de la Wii, à l'instar d'autres jeux sortis sur d'autres anciennes consoles. Les jeux les plus emblématiques de la Mega Drive, comme Sonic the Hedgehog et Sonic the Hedgehog 2 sont également disponibles sur la Xbox 360, par le biais du Xbox Live Arcade, mais aussi par l'intermédiaire du PlayStation Network et de la plate-forme Steam,,.

### Nouvelles versions
Le 22 mai 2006, la société nord-américaine Super Fighter Team publie Beggar Prince, un jeu traduit d'une version originale chinoise sortie en 1996. Disponible dans le monde entier, il s'agit du premier jeu Mega Drive commercialisé en Amérique du Nord depuis 1998. Super Fighter Team sort ensuite deux autres jeux pour la console, Legend of Wukong et Blue Almanac. En décembre 2010, WaterMelon, une société américaine, publie Pier Solar and the Great Architects, le premier jeu de rôle développé pour la Mega Drive depuis 1996 et, disposant d'une cartouche de 64 mégabits, le plus gros jeu de consoles 16 bits jamais produit,. Pier Solar and the Great Architects est également le seul jeu sur cartouche qui peut utiliser le Mega-CD pour lire une bande-son spéciale et améliorée, ainsi que les effets sonores du jeu. En 2013, le développeur indépendant Future Driver, inspiré par le film d'animation des studios Disney Les Mondes de Ralph, développe Fix-It Felix Jr. pour la Mega Drive. En 2015, le développeur Sasha Darko, développe Sacred Line Genesis.
Au Brésil, la production de la Mega Drive n'a jamais cessé, bien que les modèles actuels produits par Tectoy émulent le matériel d'origine. Le 5 décembre 2007, Tectoy commercialise une version portable de la Mega Drive, avec vingt jeux intégrés. Une autre version de la console, baptisée Mega Drive 4 Guitar Idol, est publiée avec deux manettes à six boutons, une fausse guitare et cinq boutons de frette. Le jeu Guitar Idol contient un mélange de chansons brésiliennes et internationales. La Mega Drive Guitar Idol est vendue avec 87 jeux intégrés, dont des titres inédits sur Mega Drive, tels FIFA 08, Need for Speed: ProStreet, Les Sims 2 et SimCity.
En 2009, la société chinoise AtGames produit la Firecore, une console compatible avec la Mega Drive. Elle dispose d'une fente pour cartouche située sur la partie supérieure de la console, et de deux manettes à six boutons similaires à celles de la machine originale. La Firecore contient 15 jeux intégrés et est indépendante des régions PAL et NTSC, ce qui lui permet de lire des cartouches de jeux produite pour n'importe quelle région du monde. AtGames a également produit une version portable de cette console, la GenMobile. Ces deux machines ont été vendues et distribuées en Europe par la société britannique Blaze Europe.
Le 13 avril 2018, Sega annonce la sortie d'une version miniaturisée de la console, appelée Mega Drive Mini. Lors de cette annonce, aucun des jeux préinstallés n'ont été dévoilés et la sortie de cette console dédiée est prévue uniquement au Japon courant 2018, dans le but de célébrer les trente ans de la console originale. Sa sortie est finalement repoussée à septembre et octobre 2019, selon les régions du monde. Sega a également sortie la Mega Drive mini 2 le 27 octobre 2022 dans le monde entier. En 2024, Hyperkin produit le mega 95 une console portable qui fonctionne avec les cartouche de l époque pour faire revivre la megadrive et la master system de sega.